# Centifoliarozen

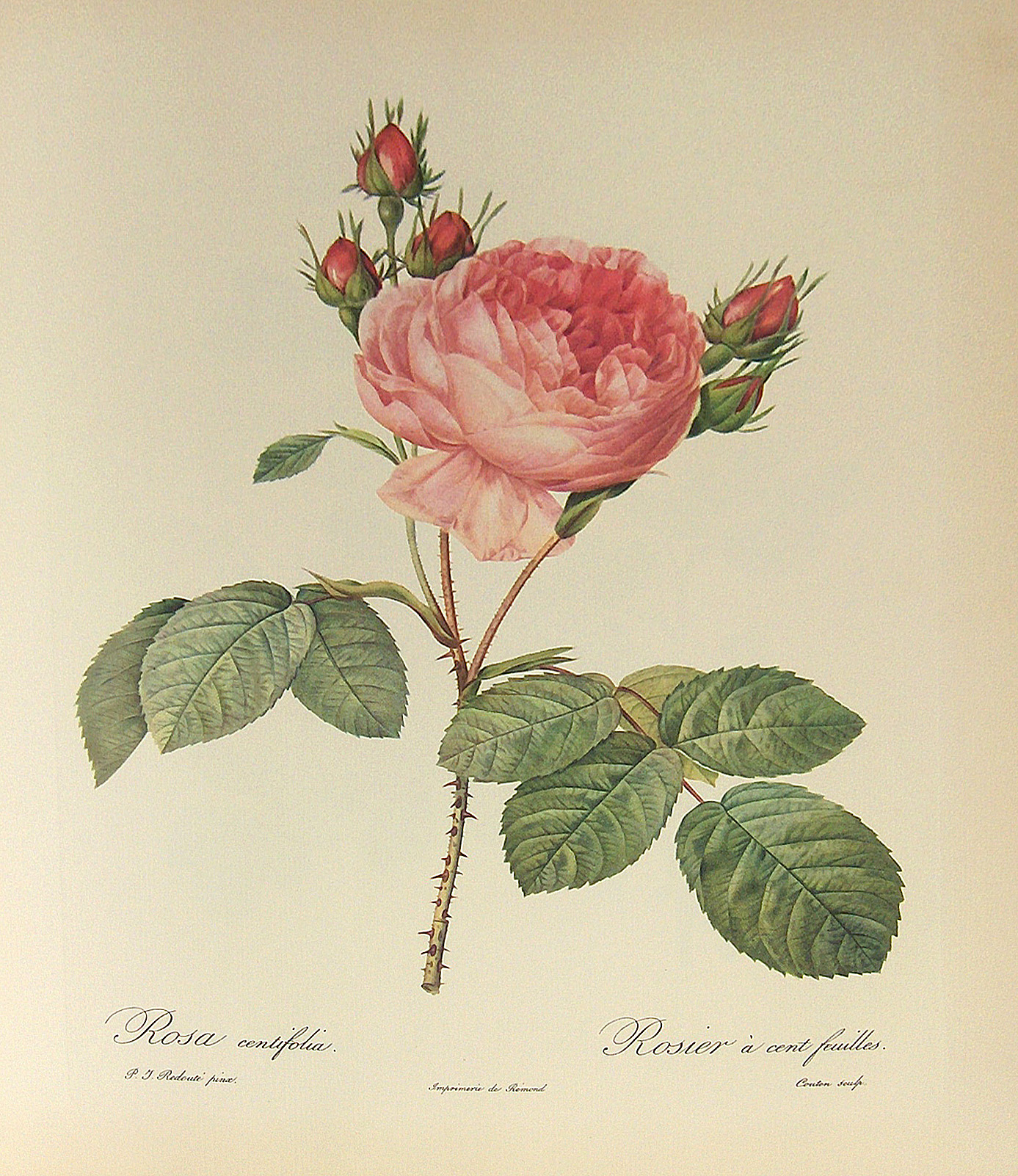
Rosa centifolia door Pierre-Joseph Redouté, Les Roses I, 1817

Centifoliarozen (Rosa × centifolia) zijn een groep oude, Europese tuinrozen. Ze worden zo genoemd vanwege de zware, kogelvormige bloemen die bestaan uit dicht opeengepakte bloemblaadjes (centifolia betekent honderdbladig). Een andere naam voor deze rozen is honderdbladige rozen of Hollandse rozen. De Engelsen noemen de roos 'cabbage rose' (koolroos) of 'Provence rose', maar de naam 'Provence rose' verwijst elders naar de gallicarozen.
Centifoliarozen zijn geen botanische rozen maar complexe kruisingen, waarschijnlijk tussen een damascenerroos en een albaroos, die op hun beurt ook al kruisingen zijn (onder andere met de gallicaroos). Vroeger dacht men dat centifoliarozen al in de oudheid bestonden. Modern onderzoek wijst uit, dat de eerste centifoliarozen niet de honderdbladige rozen zijn die genoemd worden door Theophrastus en Plinius de Oudere, maar dat ze zijn gekweekt door Nederlandse bloementelers in de tweede helft van de 16e eeuw, voornamelijk voor de bloemisterij. Op zeventiende-eeuwse bloemenstillevens zijn centifoliarozen door Nederlandse en Vlaamse kunstschilders veelvuldig afgebeeld, voor het eerst kort na de introductie door Jacob de Gheyn (II) in een werk van 1603. Mosrozen zijn sports van centifoliarozen.

## Beschrijving
Centifoliarozen zijn takkige of hangende struiken die tot 1,5 meter hoog kunnen worden, maar er bestaan ook dwergvormen. De zware bloemen buigen de takken vaak sterk naar beneden. Oude takken en nieuwe, dunne scheuten groeien vaak door elkaar in de struik. De talrijke stekels verschillen in grootte en zijn meestal gehaakt, met borstelharen en klieren ertussen op de scheuten.
Het geveerde blad heeft 5-7 grove, ovale bladeren die groen tot donkergroen zijn en glad aan de bovenkant. Aan de onderkant zijn ze soms behaard of berijpt. De bladranden zijn grof getand en vaak bezet met klieren.
De bloemen staan soms enkel, maar meestal met twee tot vijf stuks in trossen. De bloemknoppen zijn langwerpig en meestal bedekt met klieren. De kelk is ook bedekt met klieren en is meestal ovaal-elliptisch tot trechtervormig. De bloemsteel gaat naadloos over in de kelk. De kelkbladeren zijn ook bedekt met klieren en zijn soms geveerd. Na de bloei staan ze uitgespreid of naar voren gestrekt, nooit teruggevouwen. Er zitten vaak schutbladeren aan de bloemstengels.
De dichtgevulde bloemen zijn groot, bolvormig en verspreiden een intense geur. Als de bloemen wijd open staan, onthullen ze een groot knoopoog. De bloeiperiode is lang en begint begin juni. De bloemen gaan één voor één open, maar er komt geen nabloei. De meest voorkomende bloemkleur is roze, maar er zijn ook witte of paarsviolette centifoliarozen.
Centifoliarozen zijn dicht gevuld, waarbij de meeste meeldraden zijn omgevormd tot bloemblaadjes. Daarom kan er zelden bevruchting plaatsvinden en dragen centifoliarozen meestal geen vruchten (rozenbottels). Als er wel vruchten verschijnen, zijn ze meestal ovaal of ellipsvormig.

## Geschiedenis

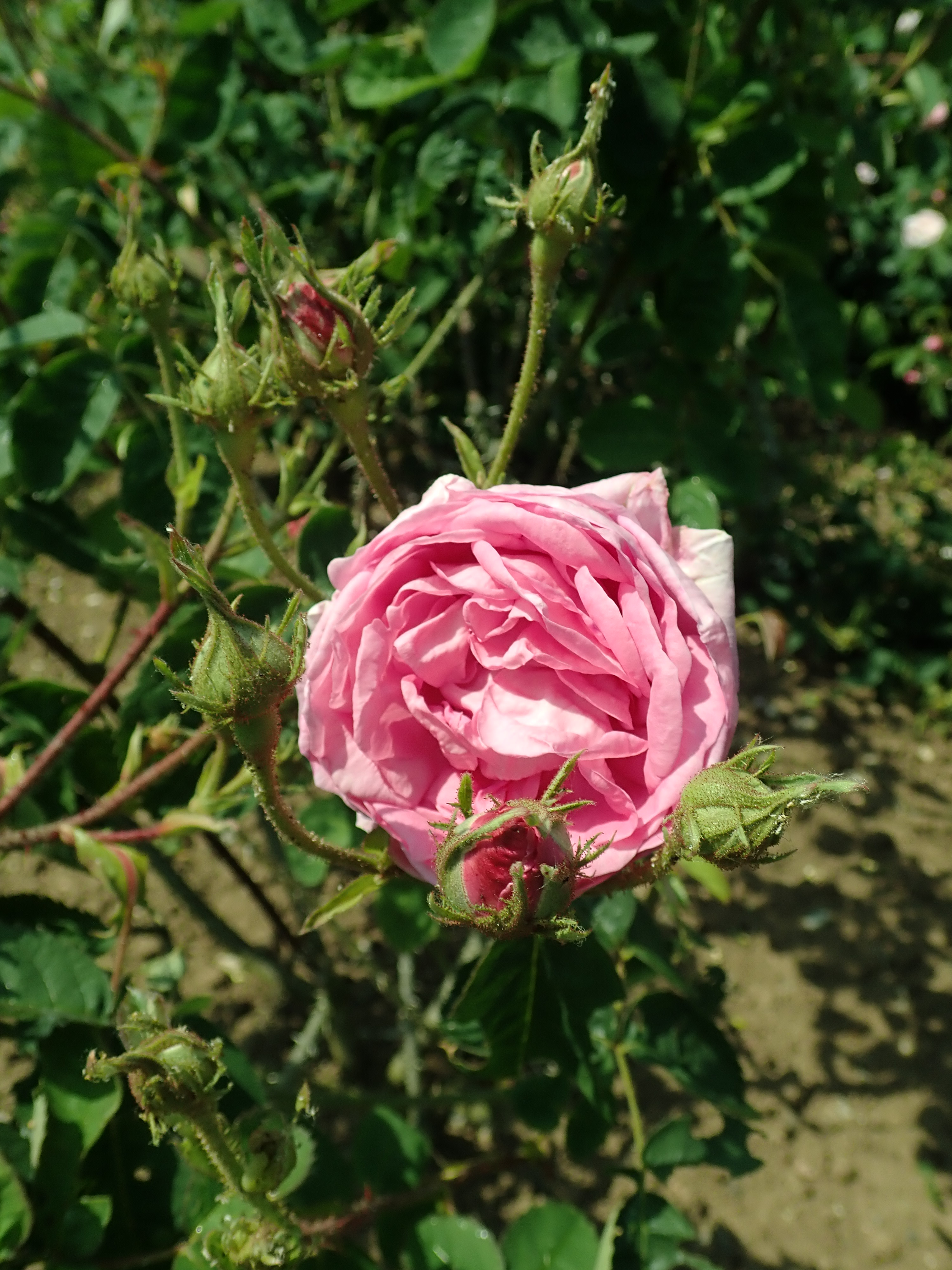
Rosa centifolia L.

Carolus Clusius beschrijft in 1601 in zijn Rariorum plantarum historia een in Nederland gekweekte roos, die wordt beschouwd als een van de eerste centifoliarozen. Hij schrijft dat hij in 1589 twee planten van de vermeende centifoliaroos van Plinius had ontvangen uit de handen van John van Hogheland. Een van de rozen schoot bij hem wortel en bloeide, vermoedelijk in Leiden, in 1591. Hij noemde de roos R. centifolia batavica (tegenwoordig onder andere bekend als 'Rose des peintres' en Rosa × centifolia 'Major'), hoewel hij zelf betwijfelde dat het de centifoliaroos van Plinius was, die als geurloos beschreven was. Hij beschrijft de tweede roos, die hij blijkbaar nooit in bloei heeft gezien, aan de hand van gegevens die hij van van Hogheland kreeg. Deze roos verschilt alleen in de kleinere bloemen en dit is de roos die Carl Linnaeus in 1753 in de eerste editie van Species plantarum als R. centifolia opnam.
Centifolirozen uit Nederland bereikten Engeland aan het einde van de 16e eeuw, waar ze in 1596 door de Engelse botanicus John Gerard werden opgenomen in de plantencatalogus van zijn tuin. In het jaar daarop, in 1597, beschrijft hij de roos in The Herball onder de naam Rosa Hollandica sive Batava (Hollandse of Bataafse roos). Hij voegt eraan toe dat de roos in Engeland over het algemeen 'Grote Province Rose' wordt genoemd en niet 'Hollandse roos'.
Na die tijd werden andere cultivars van de centifoliaroos gecreëerd door het selecteren van mutaties. Pas toen een mutatie een enkelbloemige centifoliaroos voortbracht, begon in de 19e eeuw de verdere veredeling van de centifoliaroos, voornamelijk in Frankrijk.

## Cultivars (selectie)

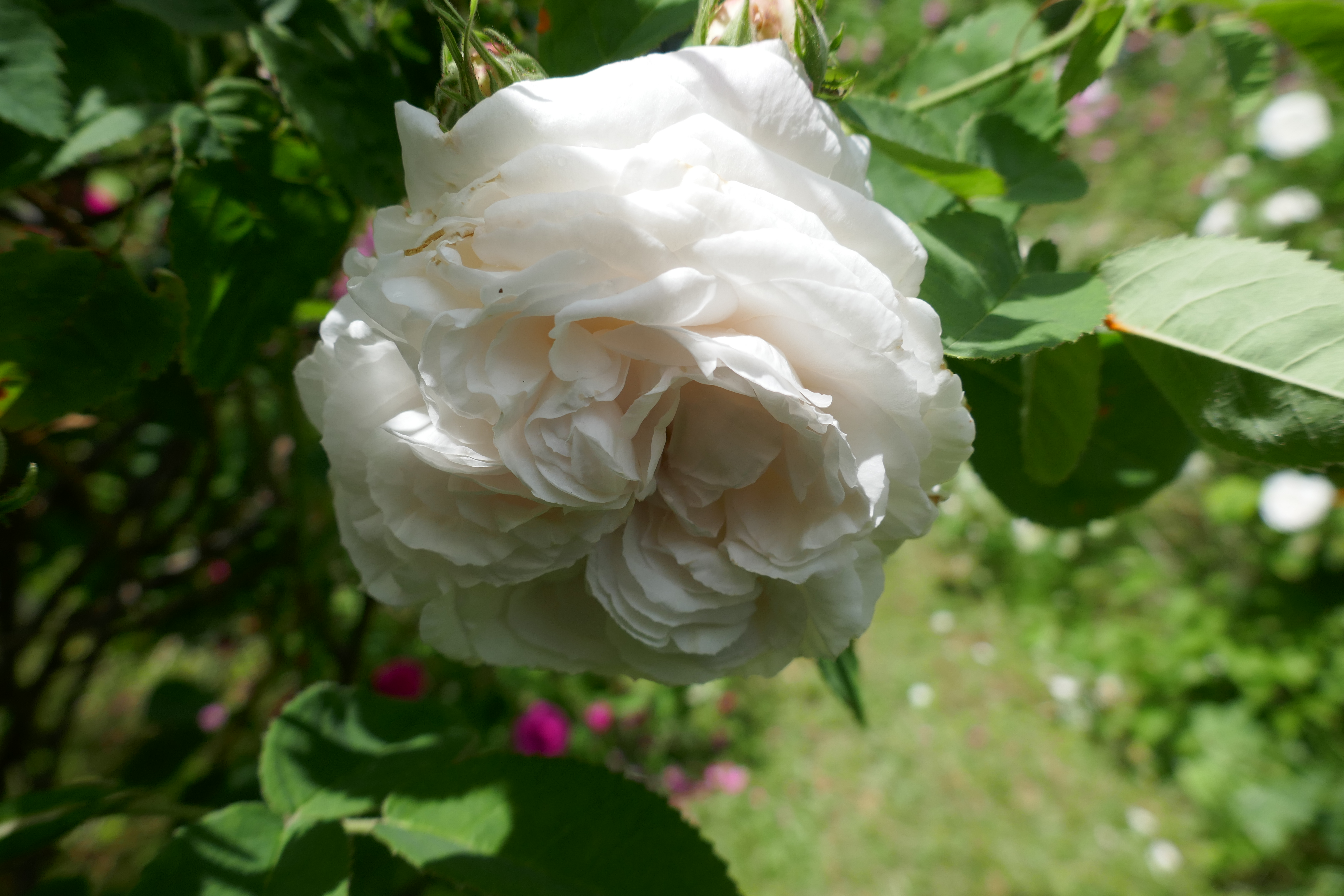
'Blanchefleur' (Vibert, 1835)
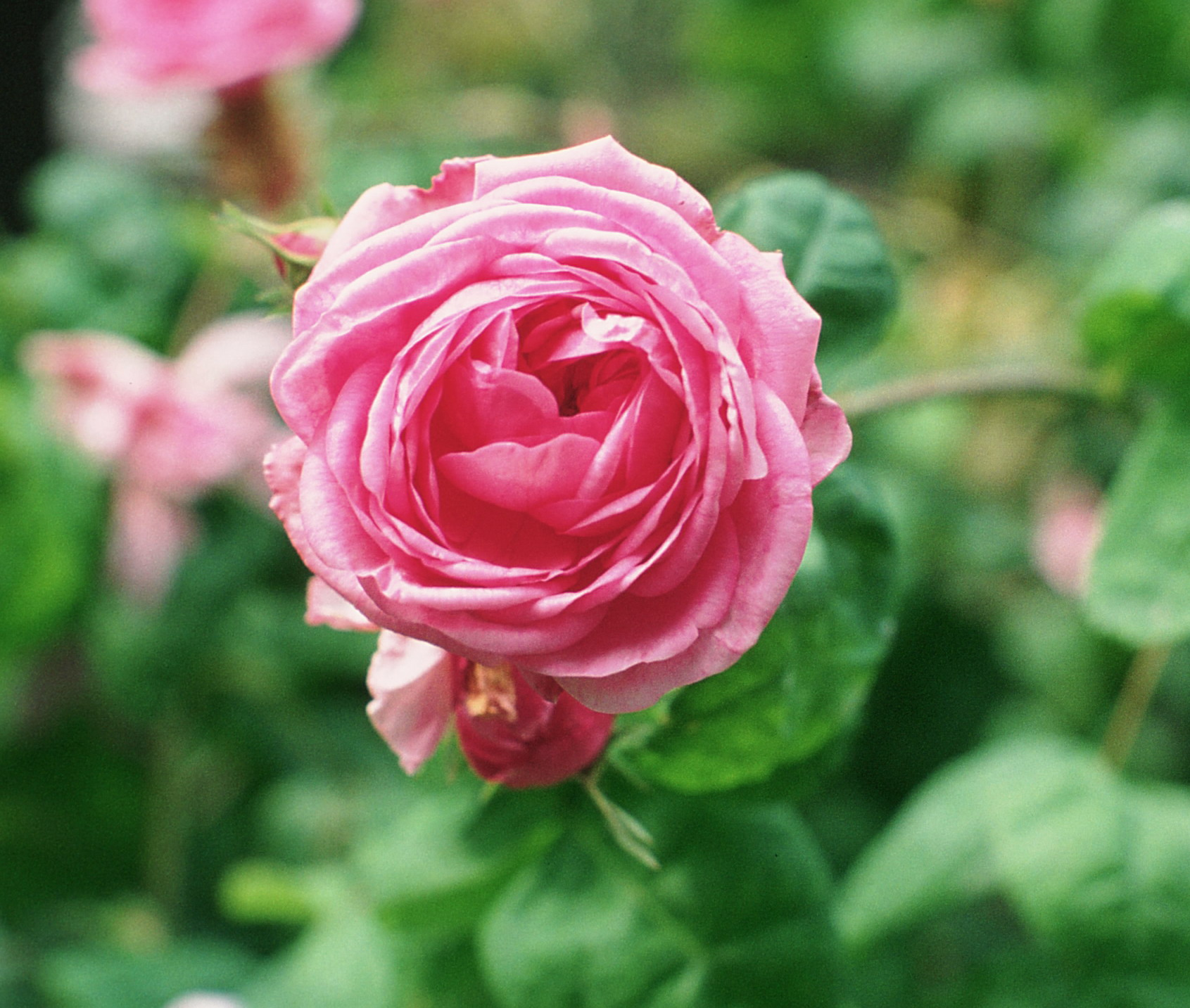
'Bullata' (onbekend, voor 1799)
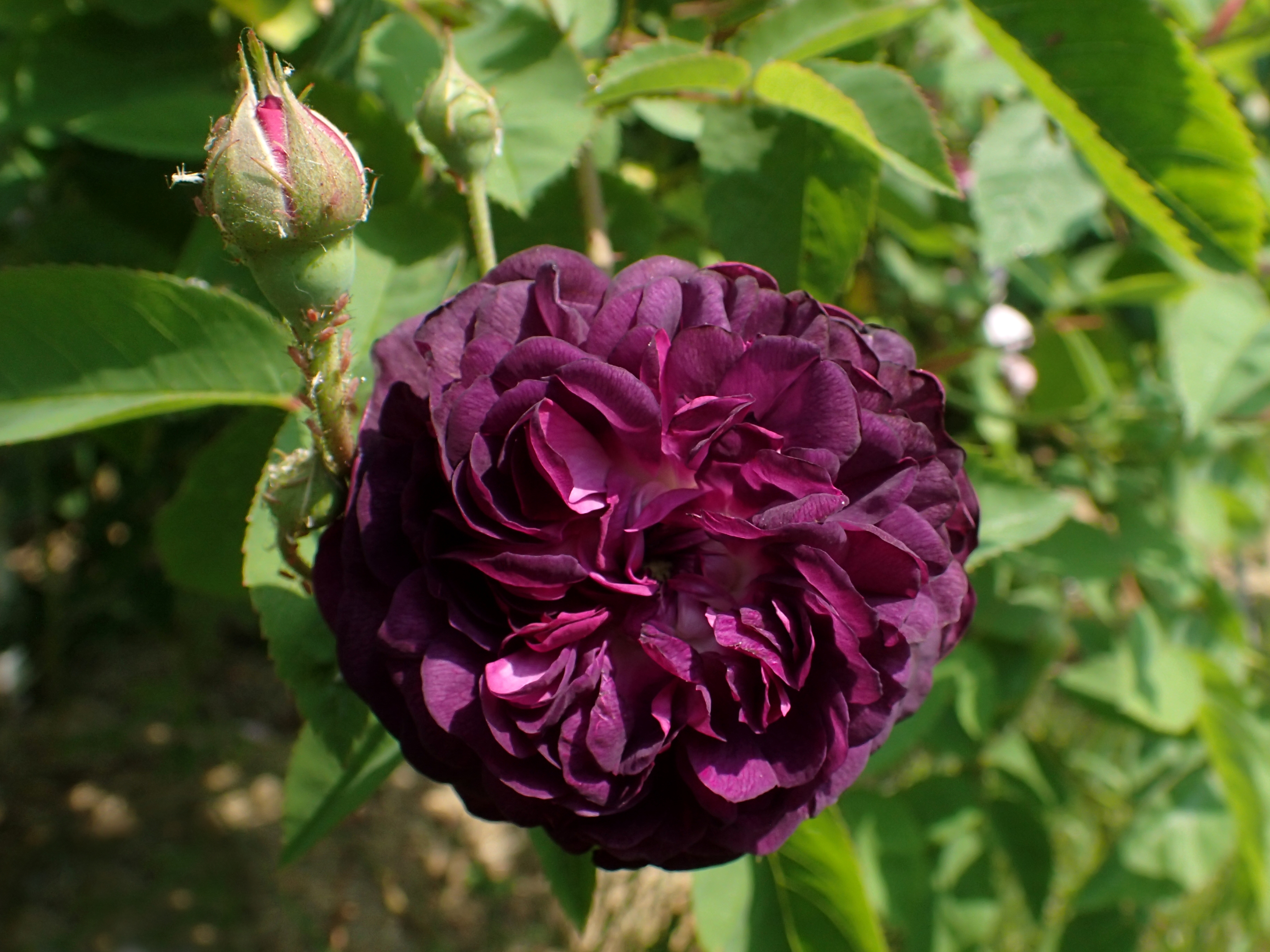
'Centifolia à fleurs doubles violettes' (onbekend, onbekend)
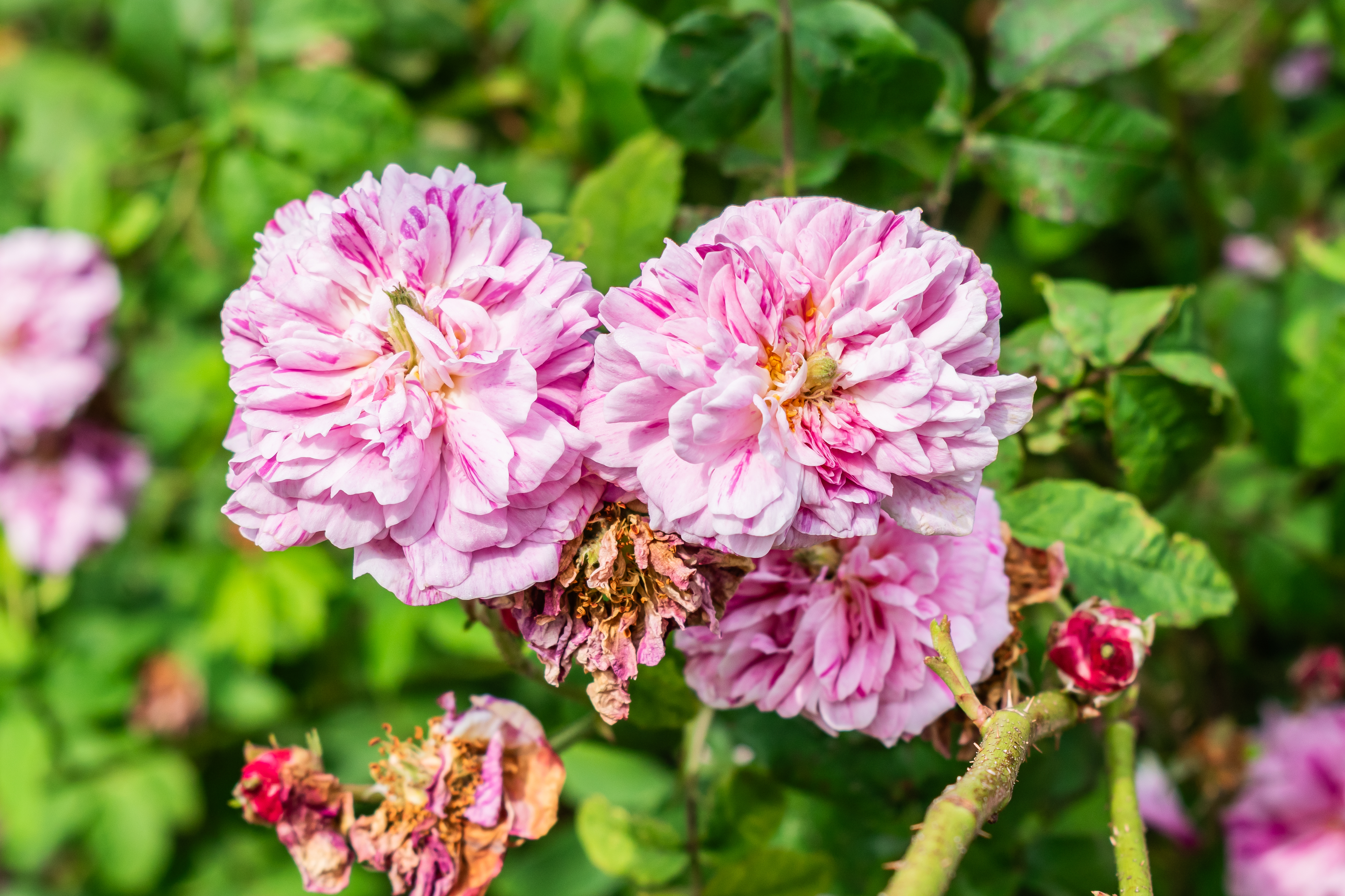
'Centifolia Variegata' (onbekend, voor 1817)
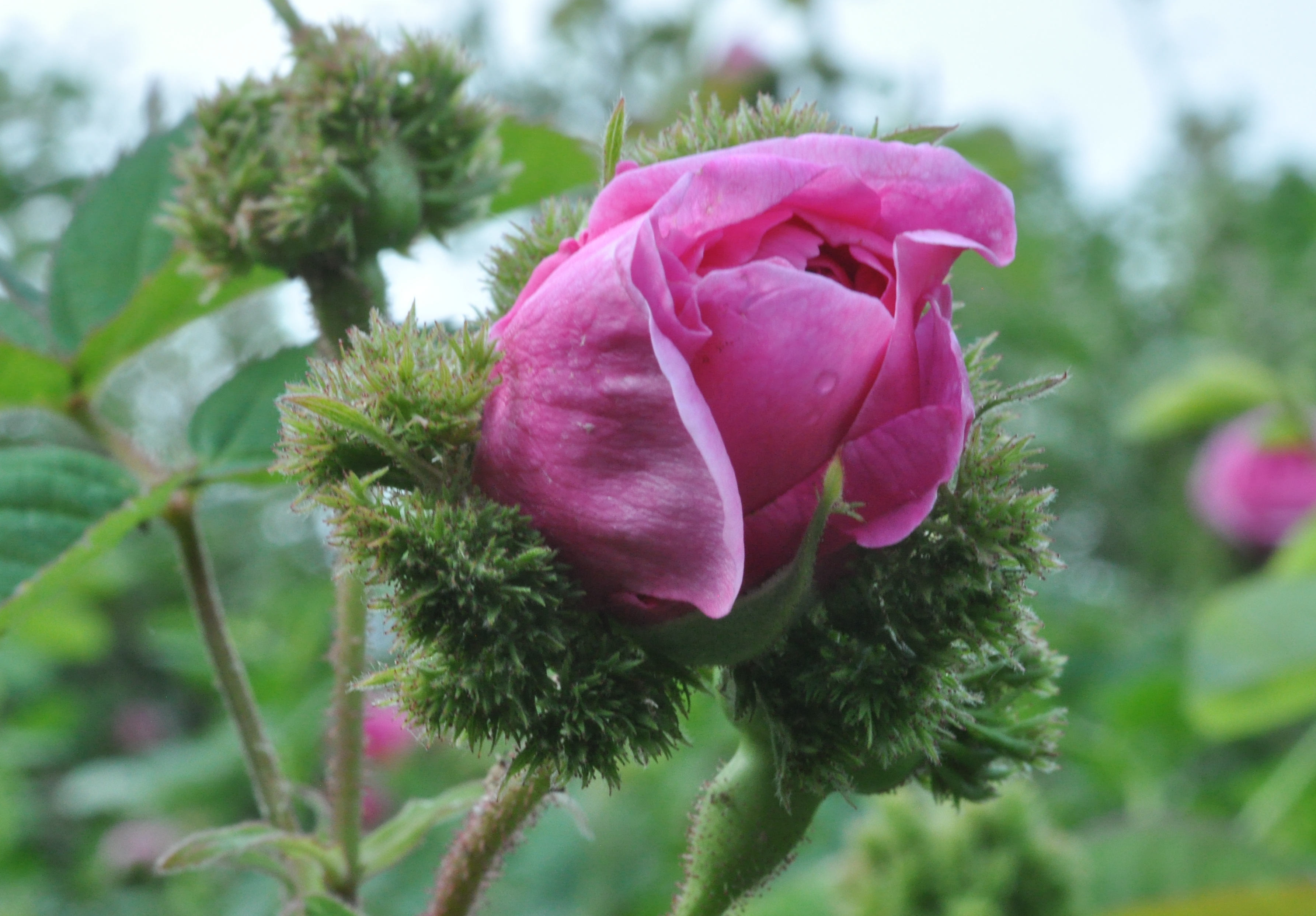
'Chapeau de Napoléon' (onbekend, voor 1826)
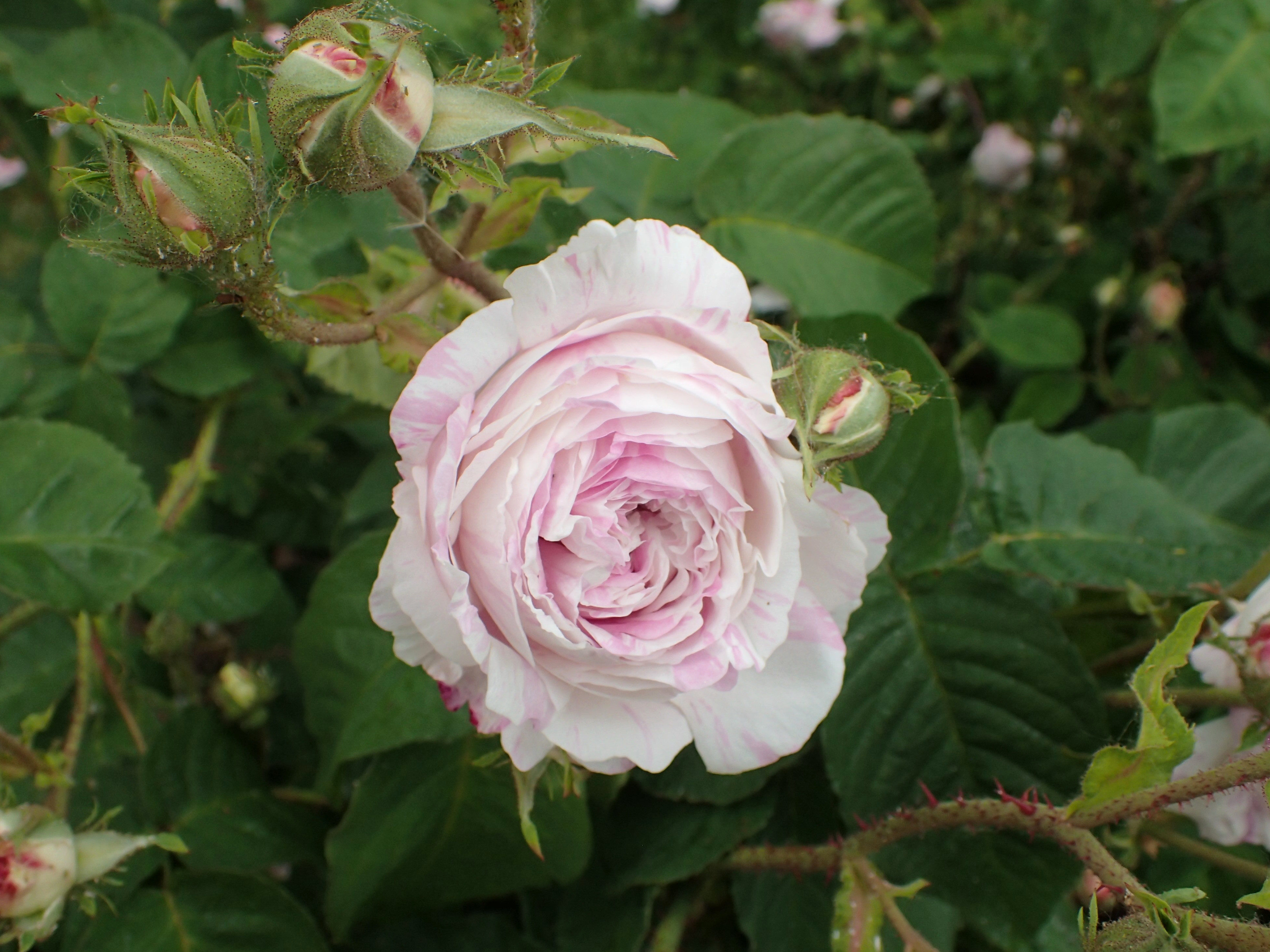
'Dométile Bécar' (onbekend, voor 1853)
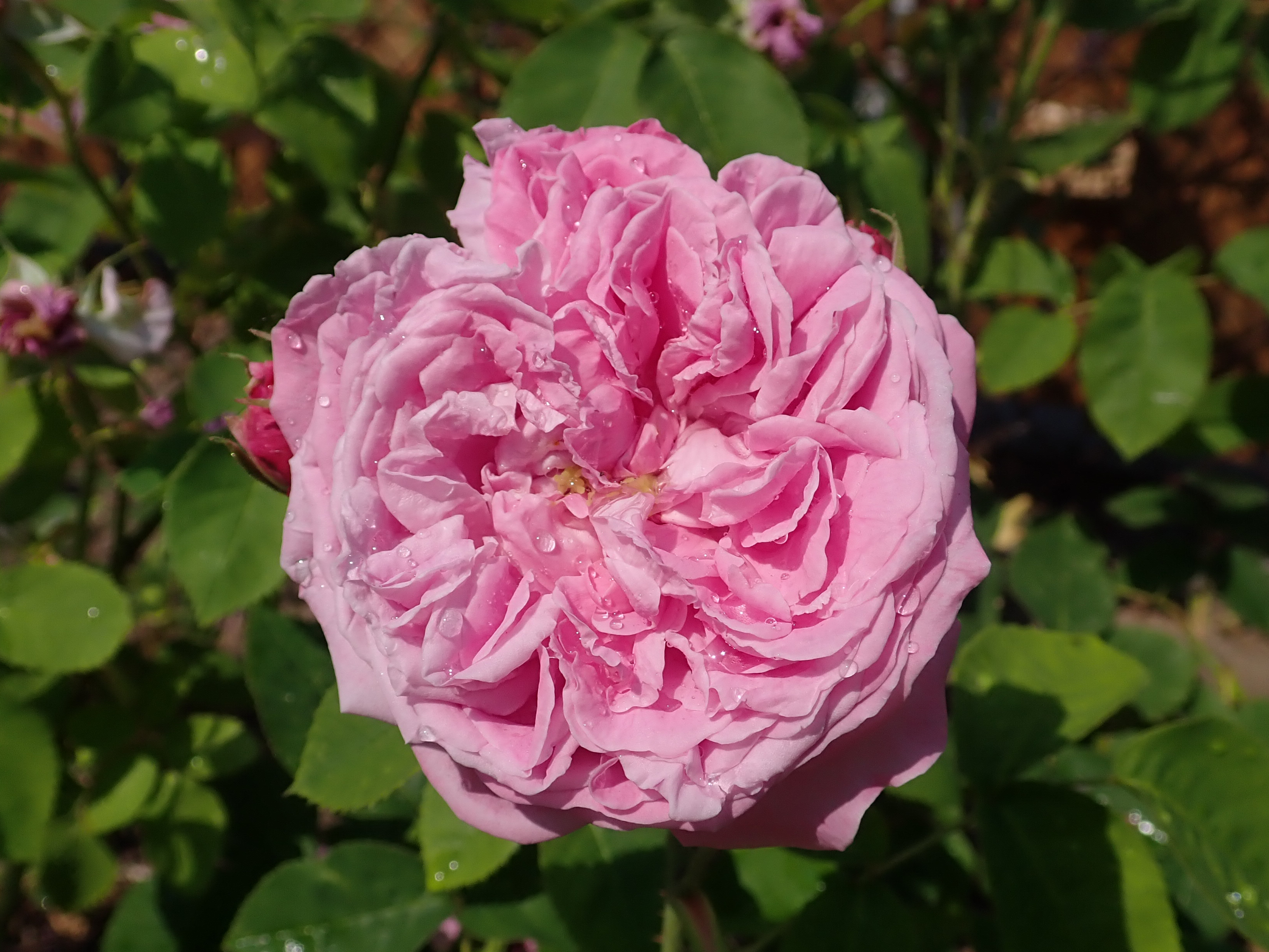
'Fantin-Latour' (onbekend, voor 1938)
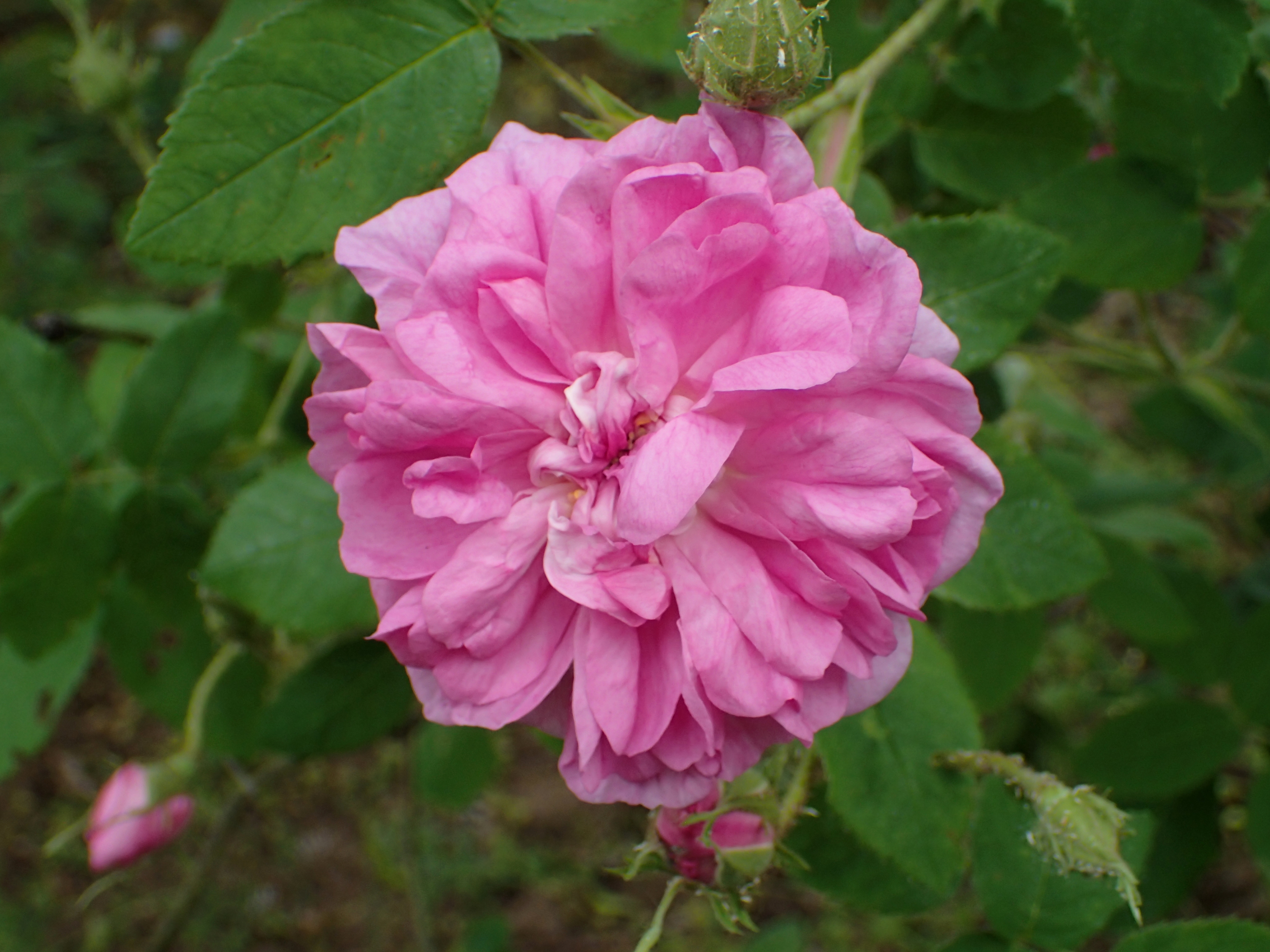
'Foliacée' (onbekend, voor 1810)
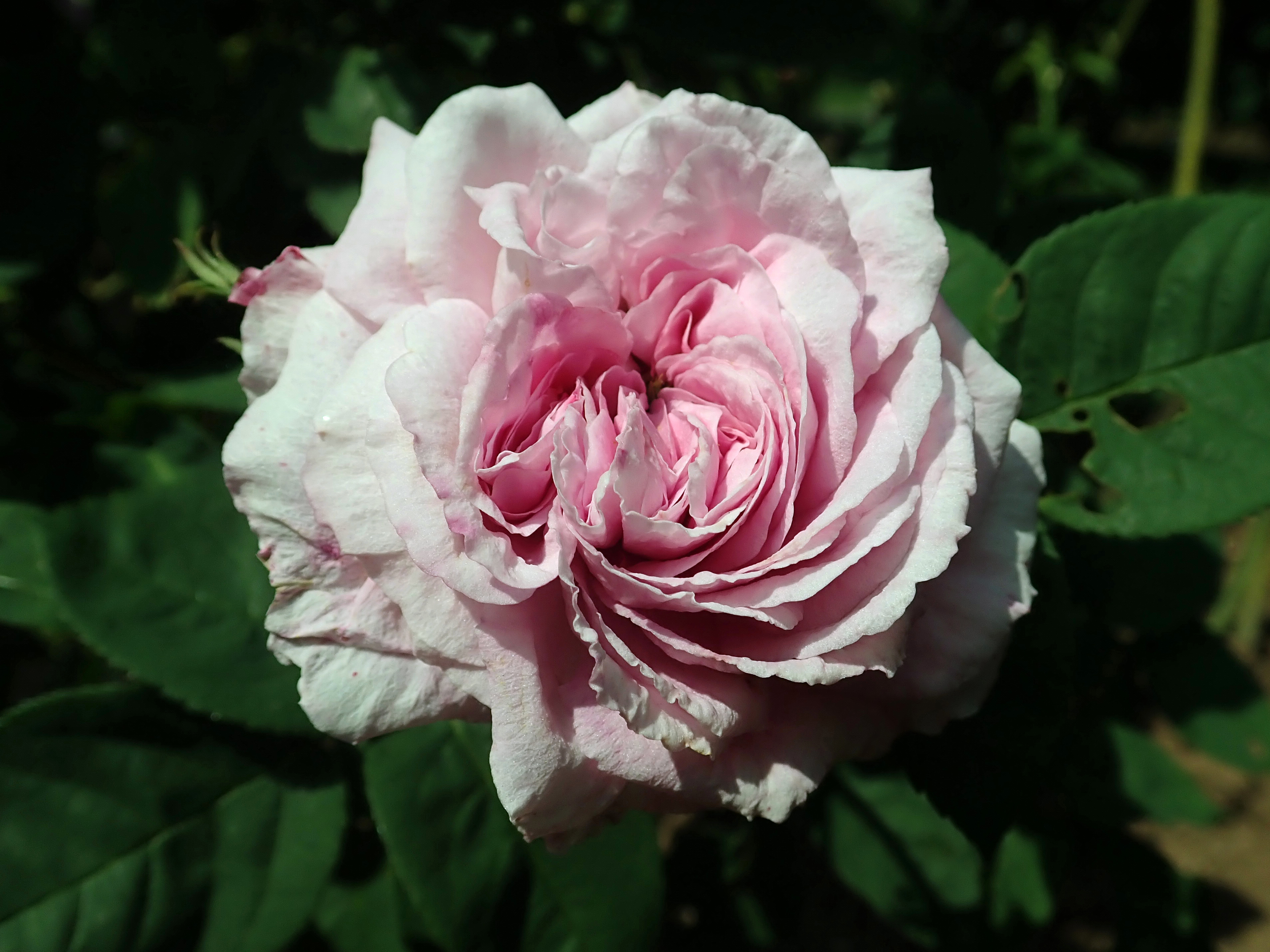
'Gaspard Monge' (Robert, 1854)
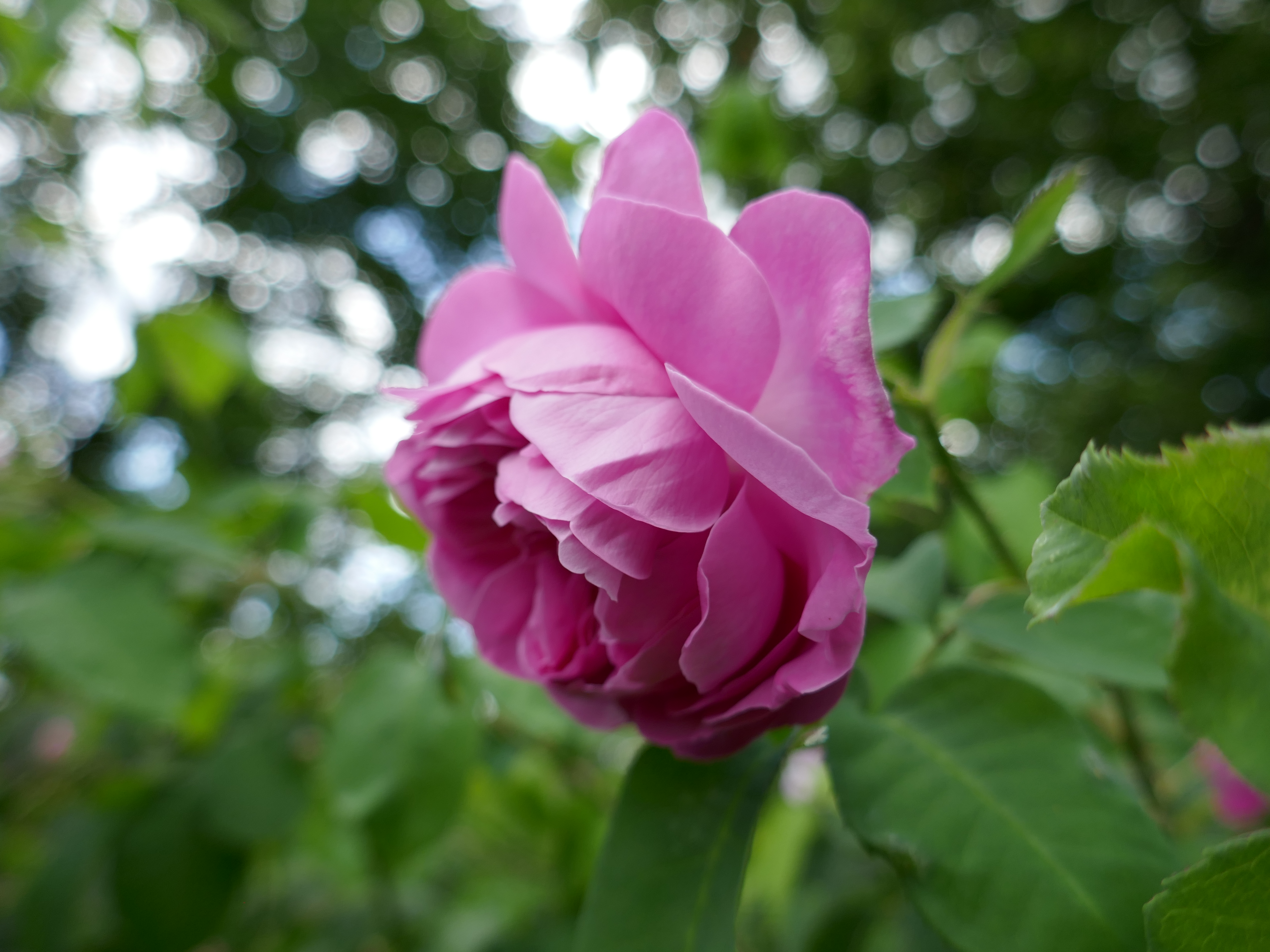
'Gros Choux d'Hollande' (onbekend, voor 1589)
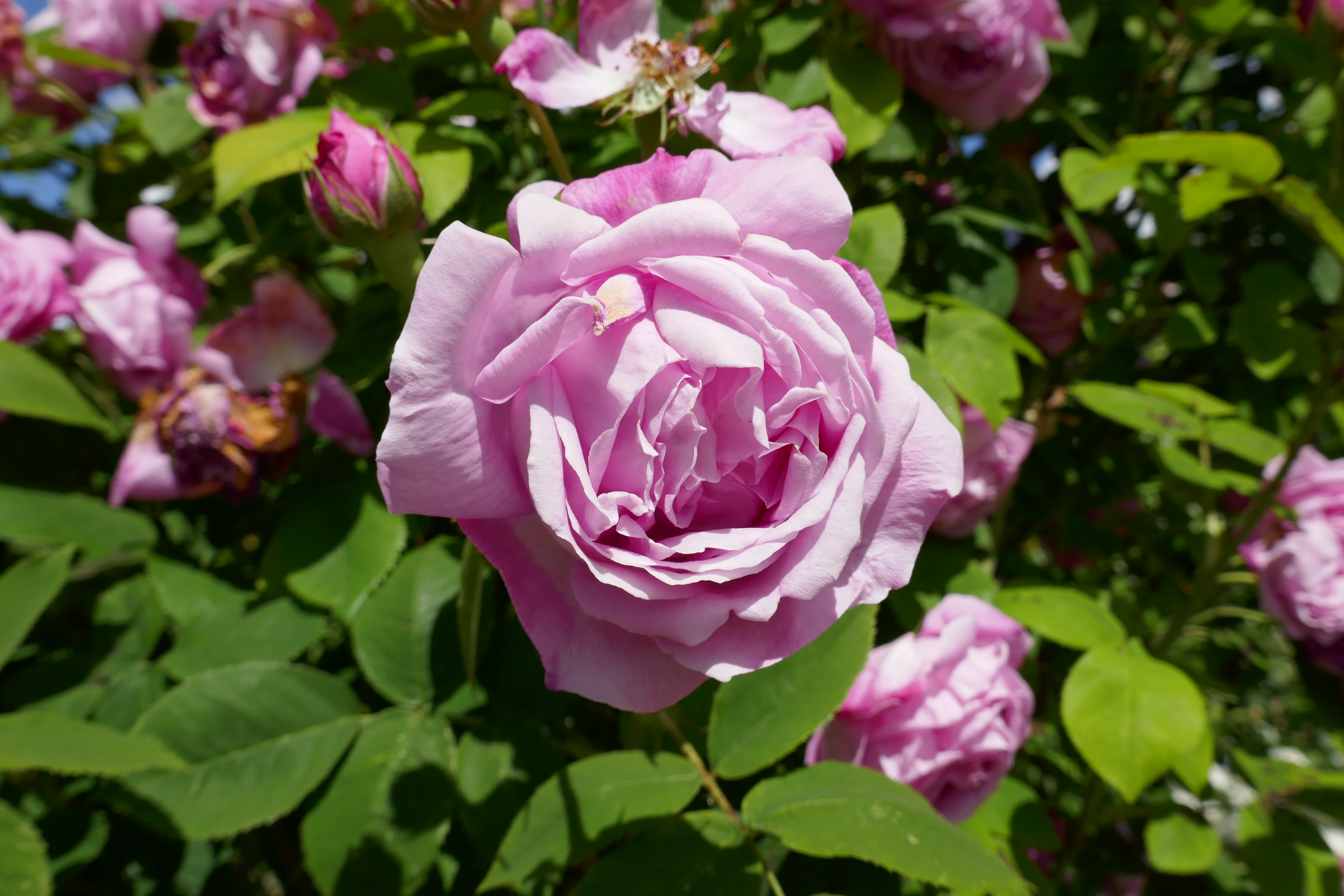
'La Noblesse' (Pastoret, voor 1856)
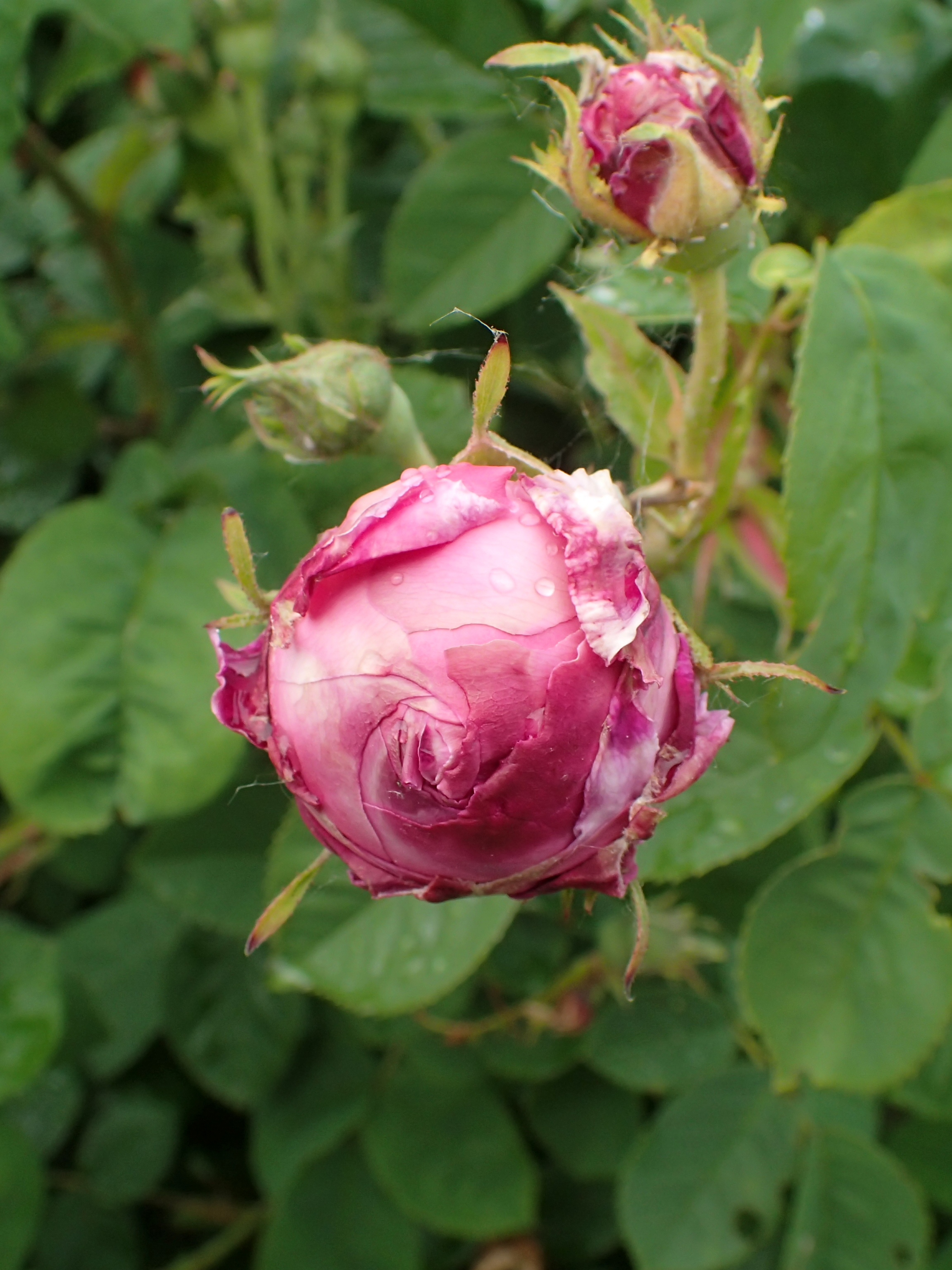
'Perle von Weissenstein' (Schwarzkopf, circa 1773)
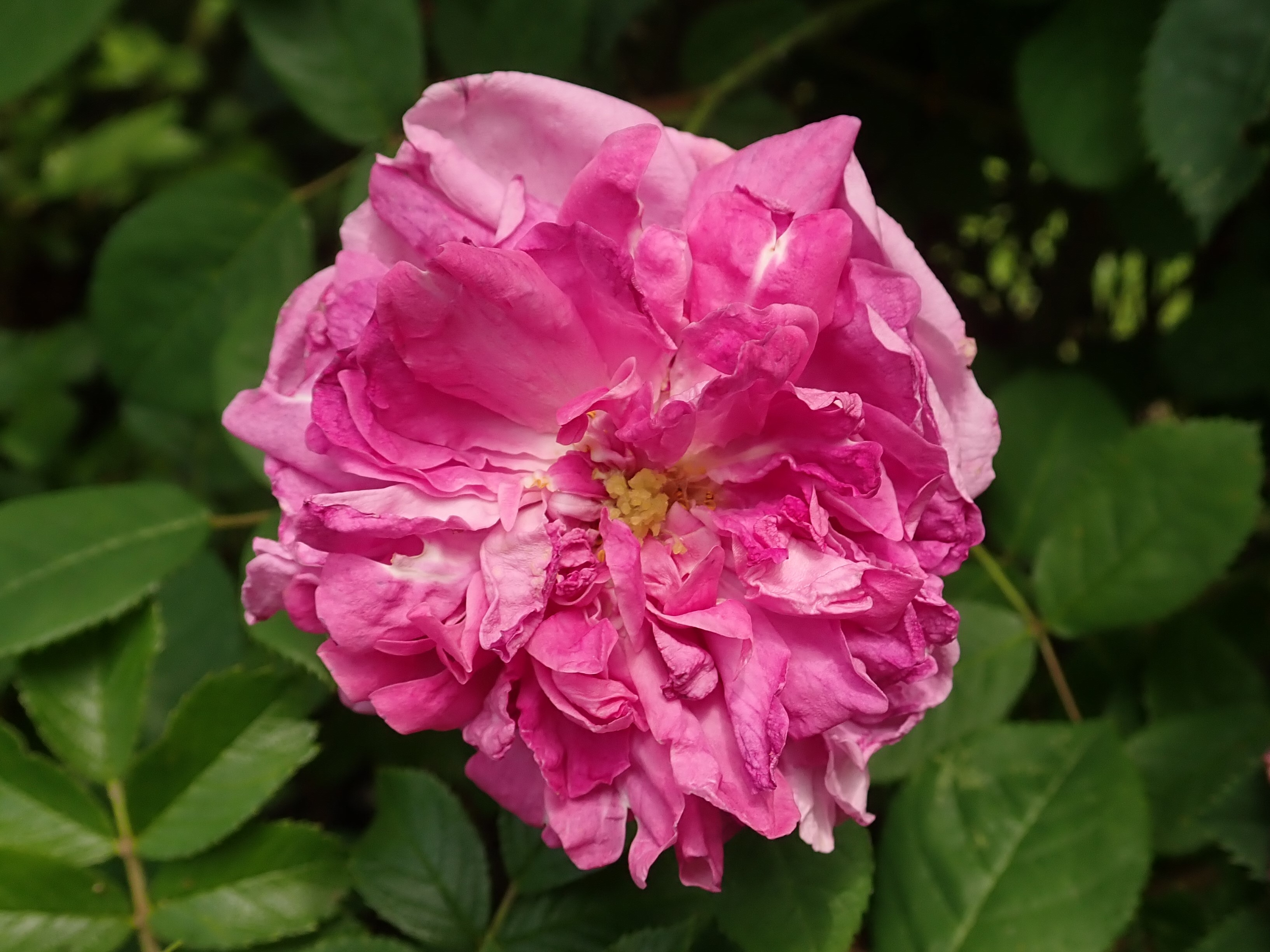
'Petite de Hollande' (onbekend, onbekend)
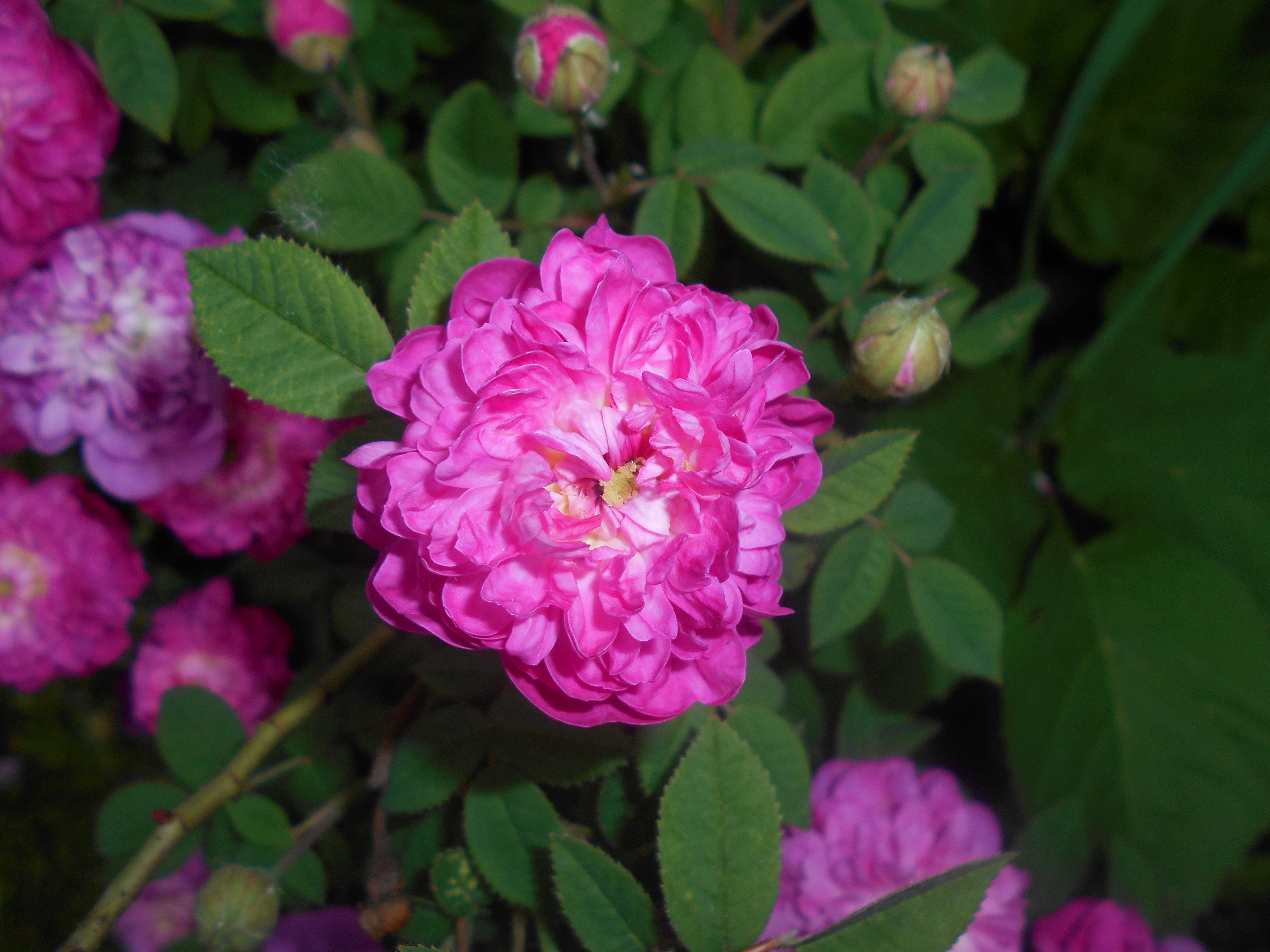
'Pompon de Bourgogne' (onbekend, voor 1664)
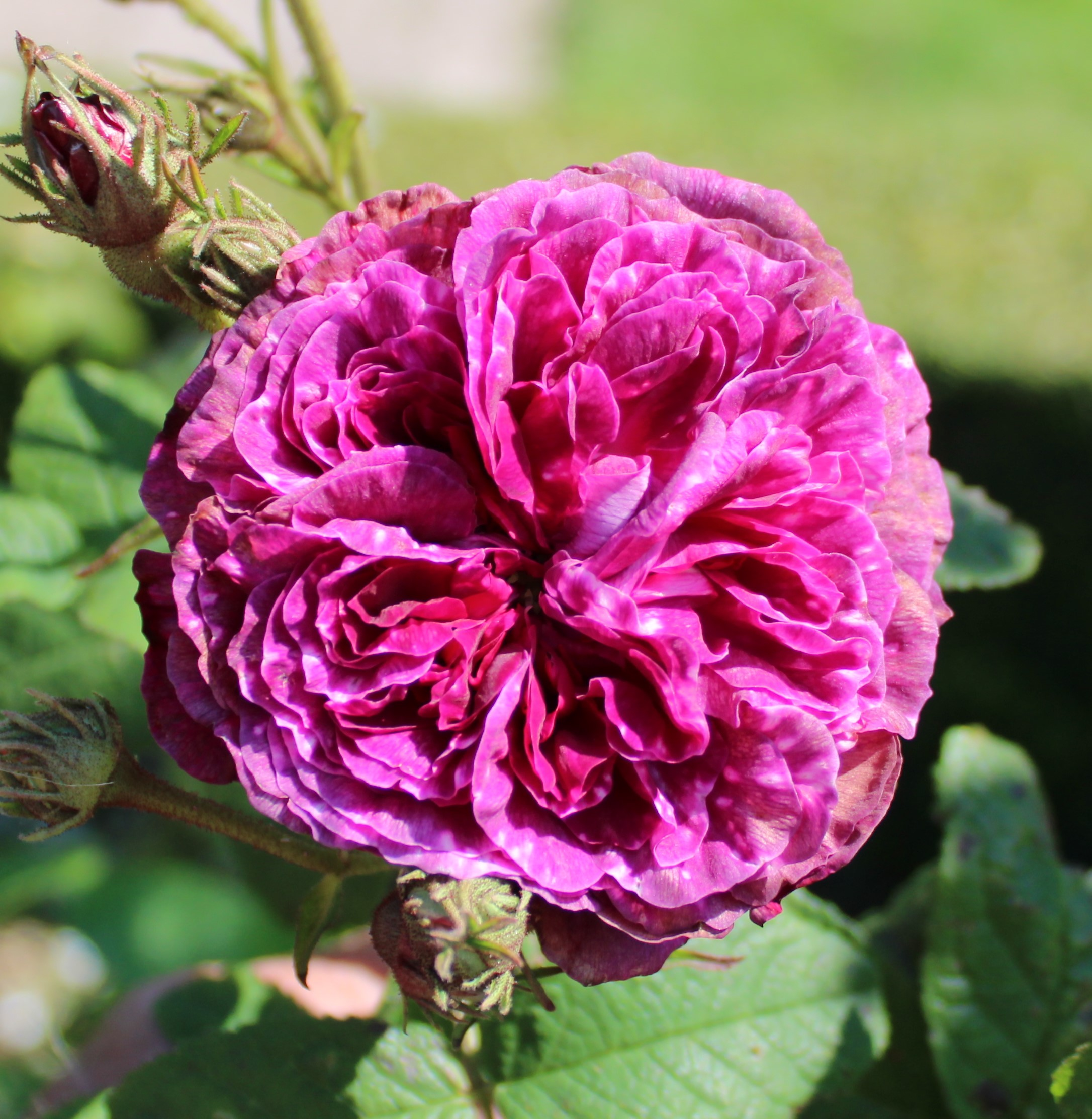
'Robert le Diable' (onbekend, voor 1849)
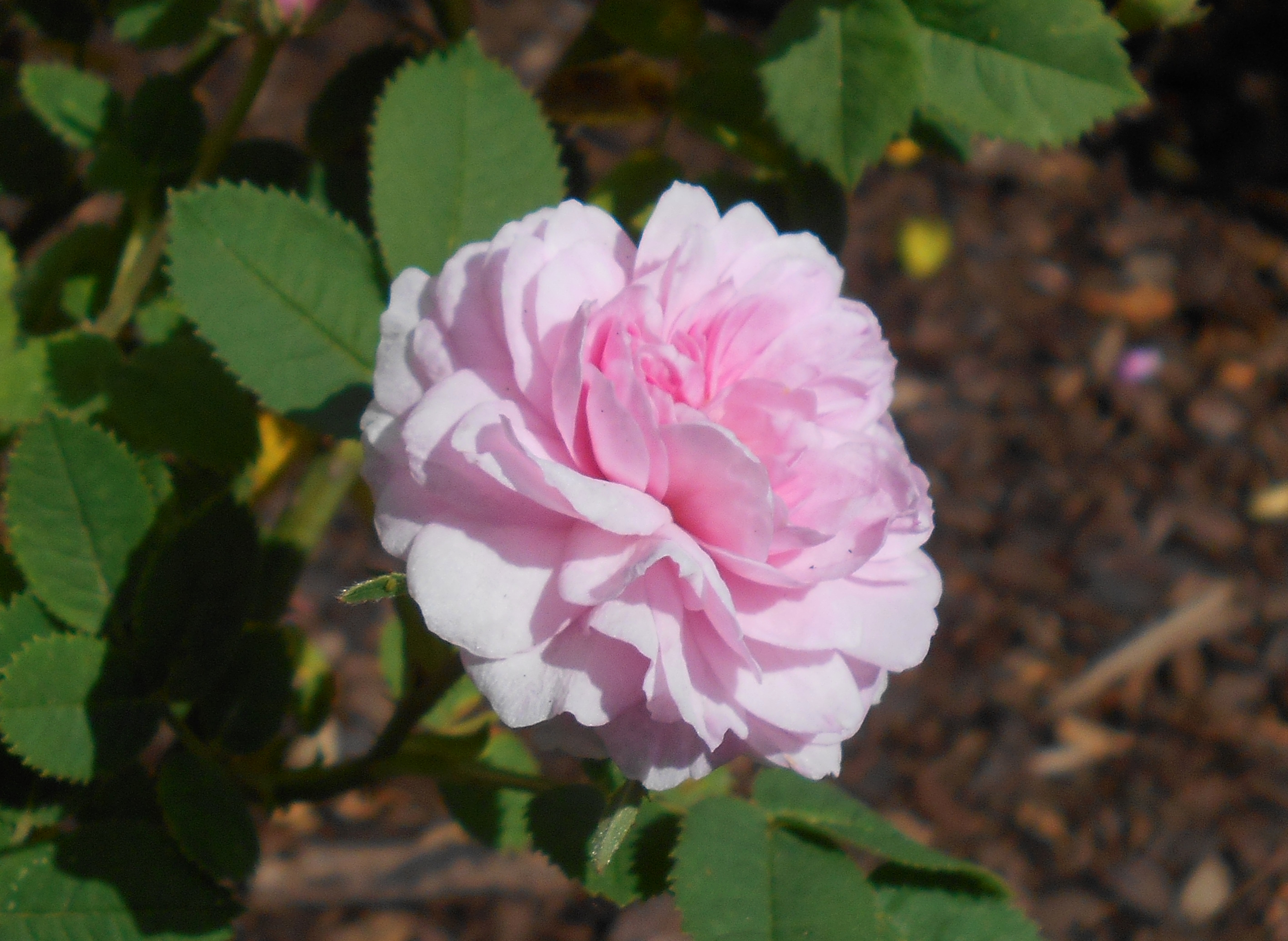
'Rose de Meaux' (onbekend, voor 1659)
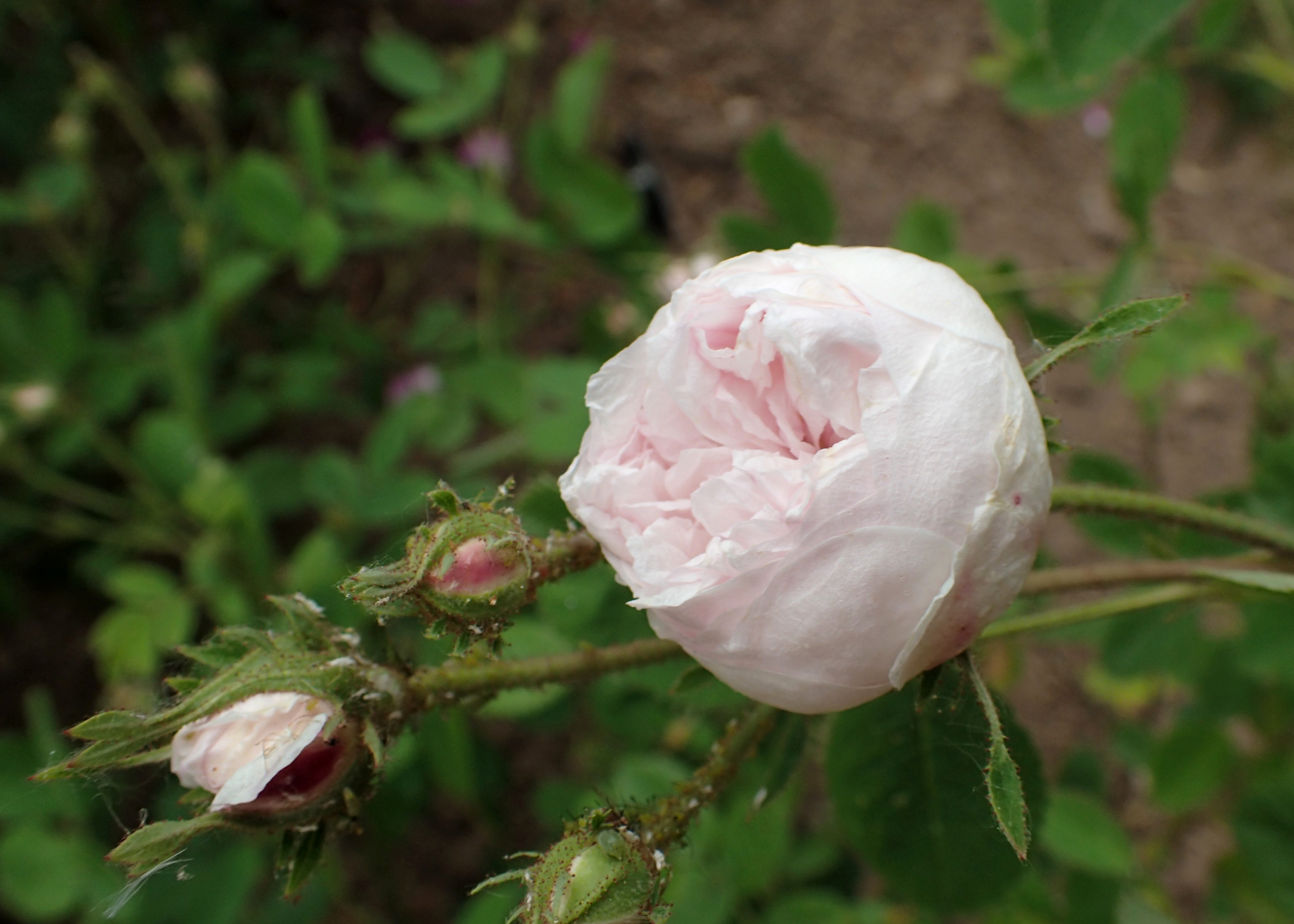
'Rose de Meaux White' (onbekend, 1789)
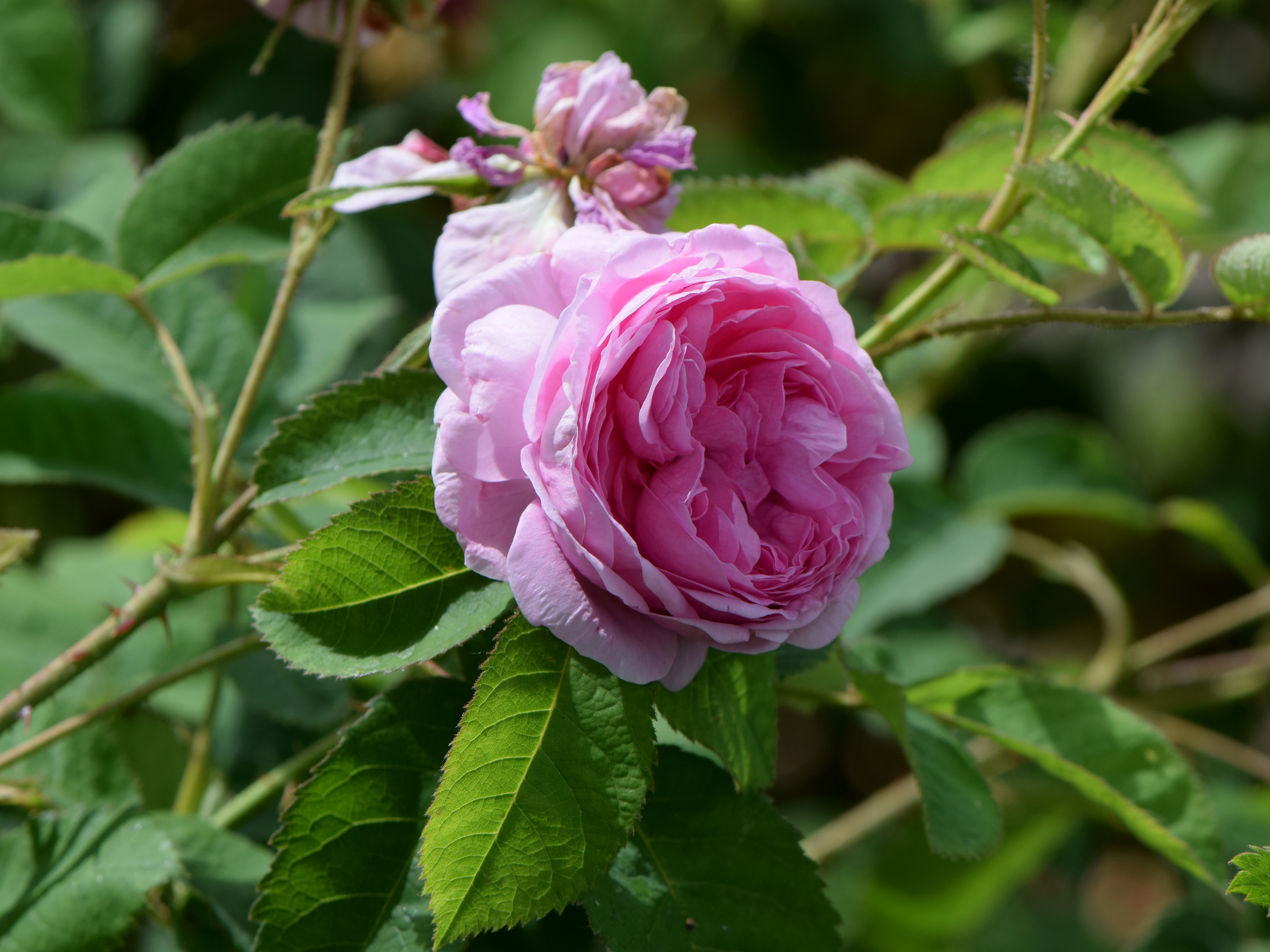
'Rose des peintres' (onbekend, 1597)
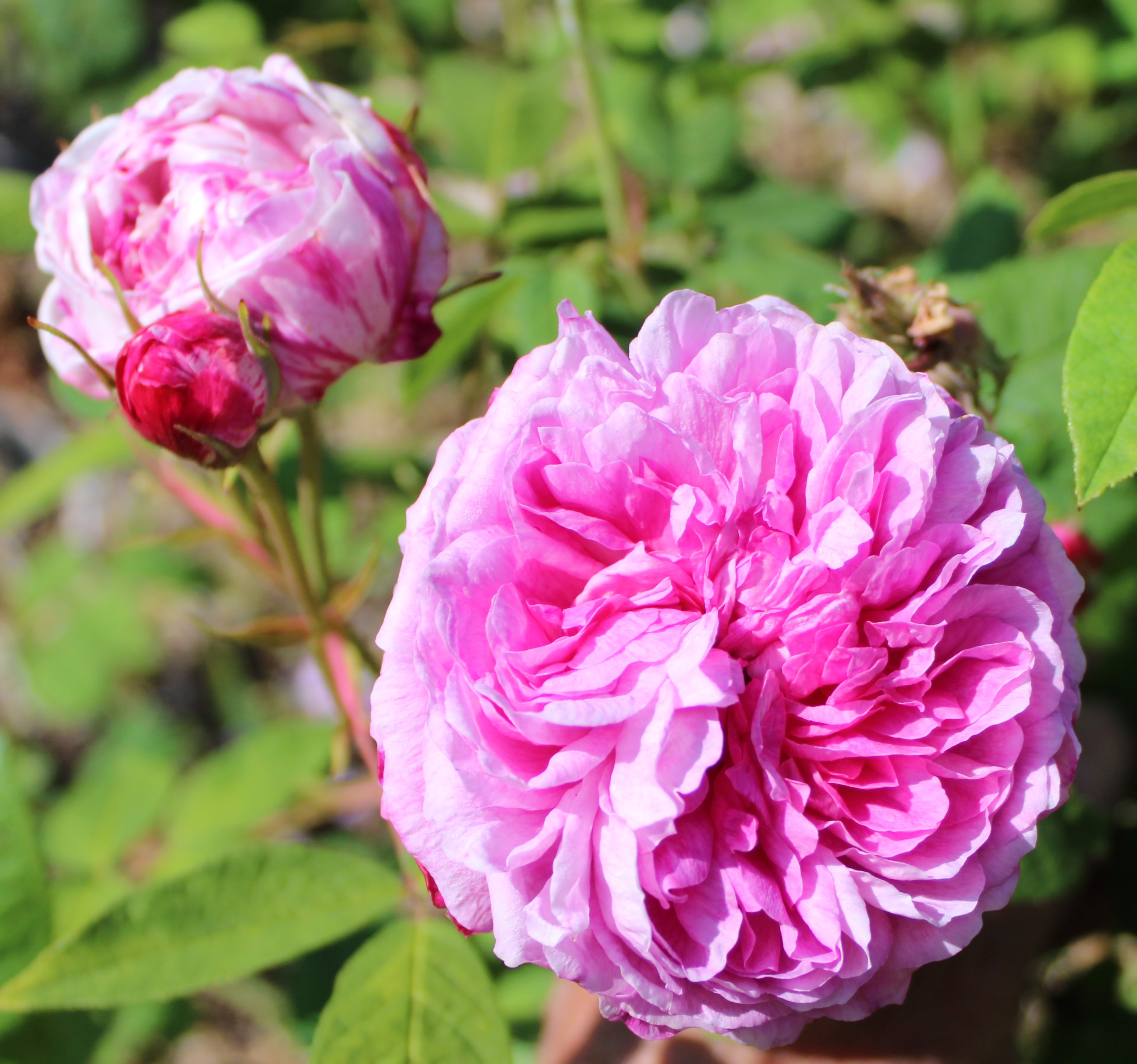
'Spong' (Spong, voor 1789)
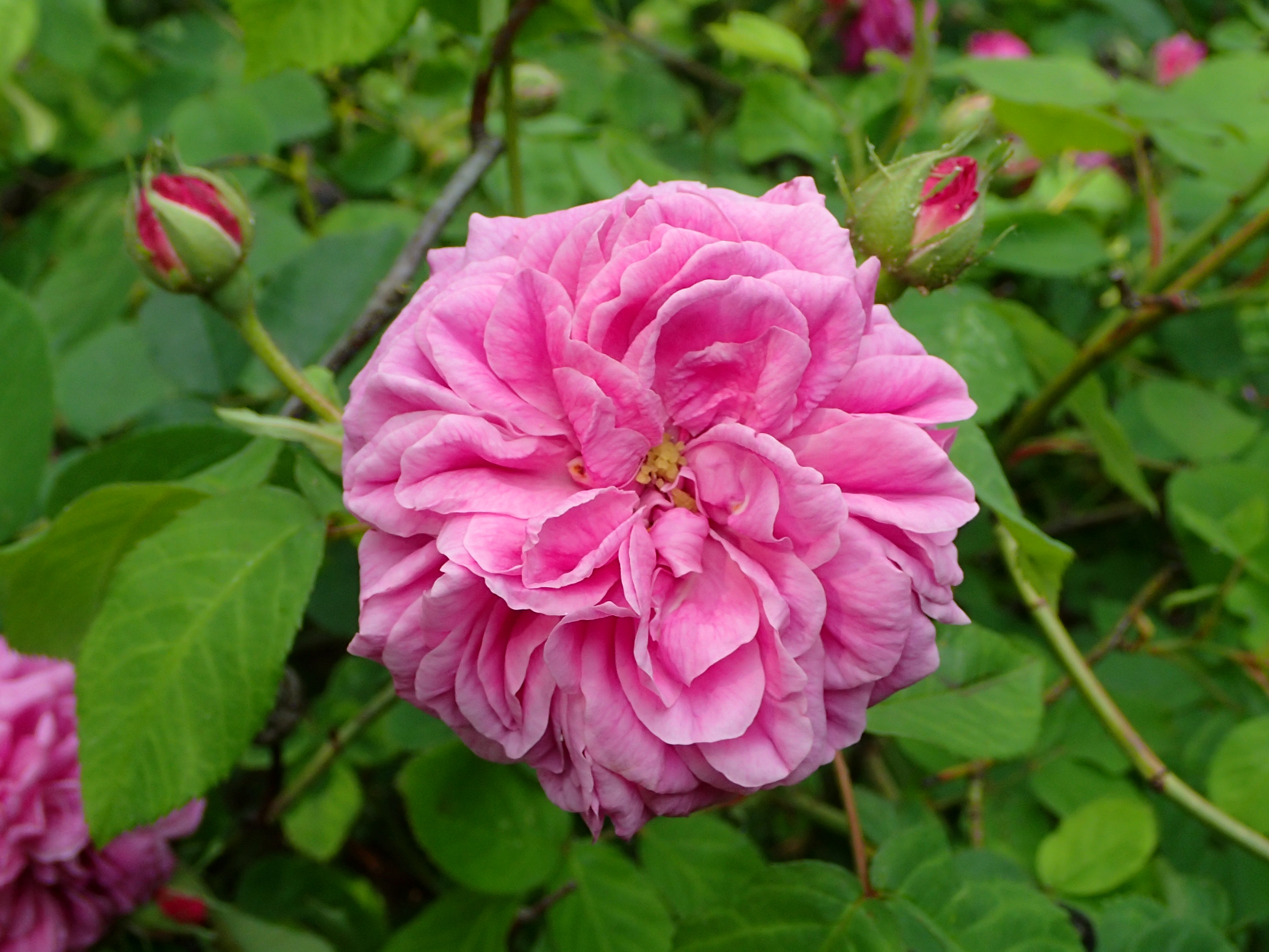
'Stratosféra' (Böhm, 1934)
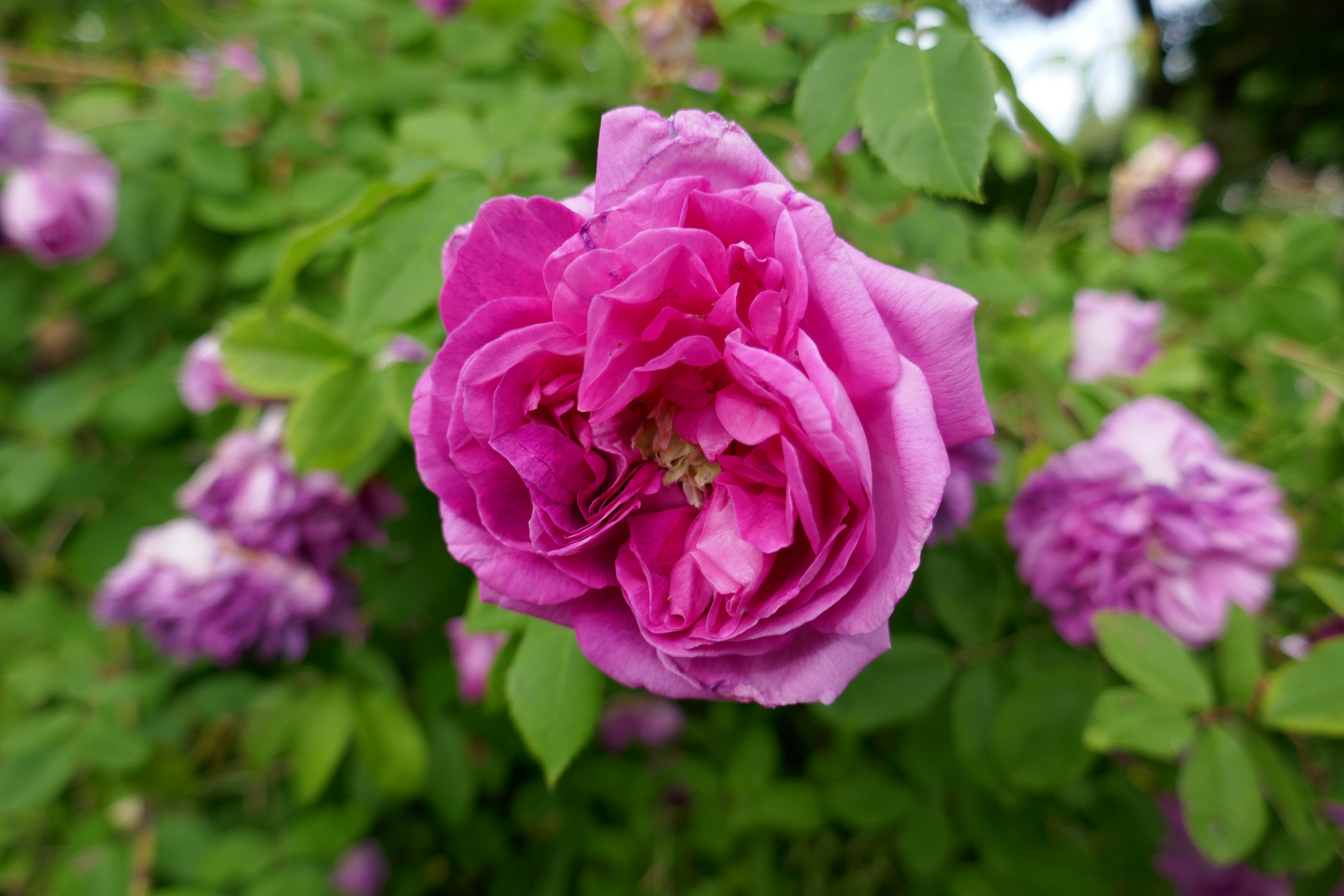
'Tour de Malakoff' (Pastoret, voor 1856)
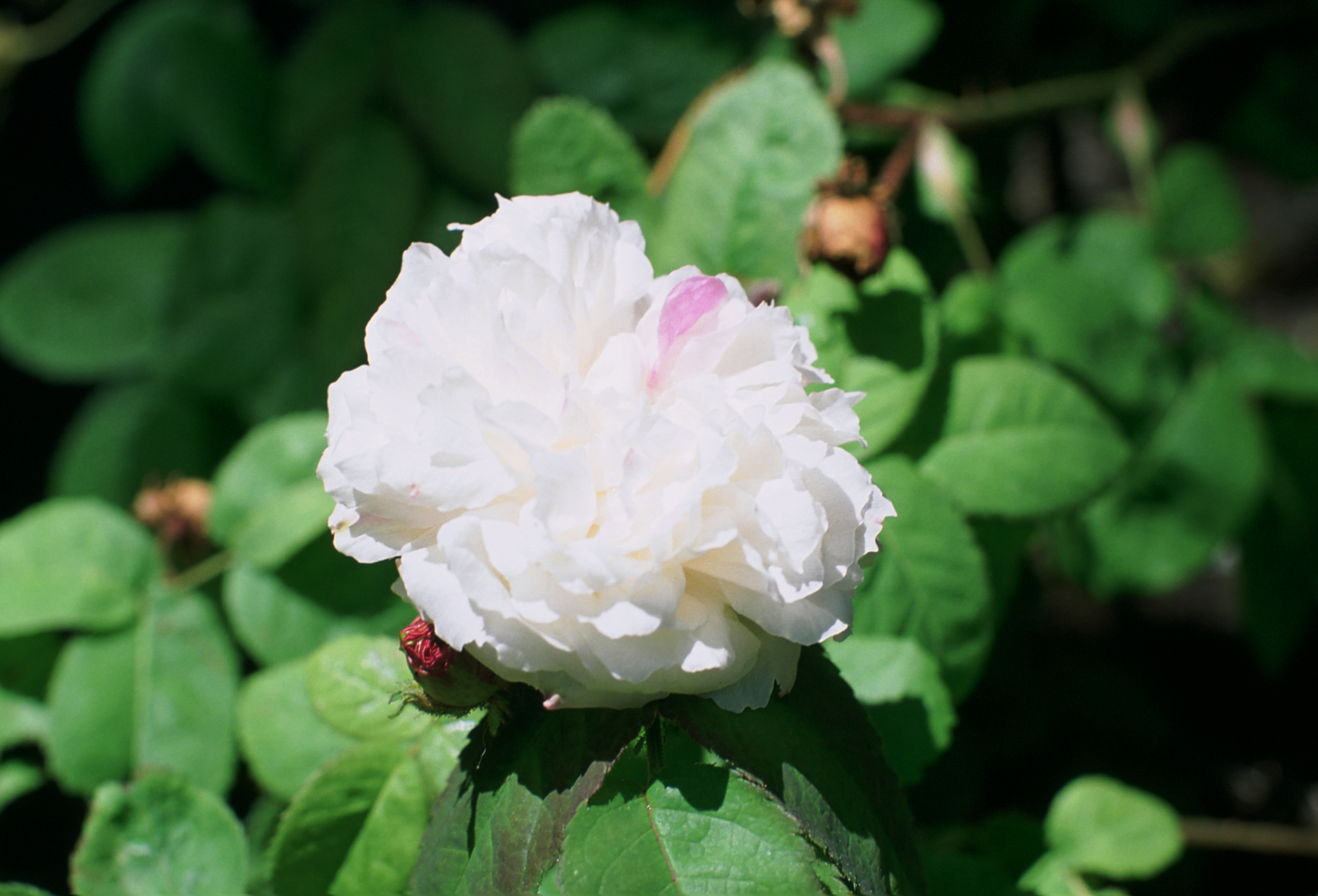
'Unique Panachee' (Chaussée, voor 1821)
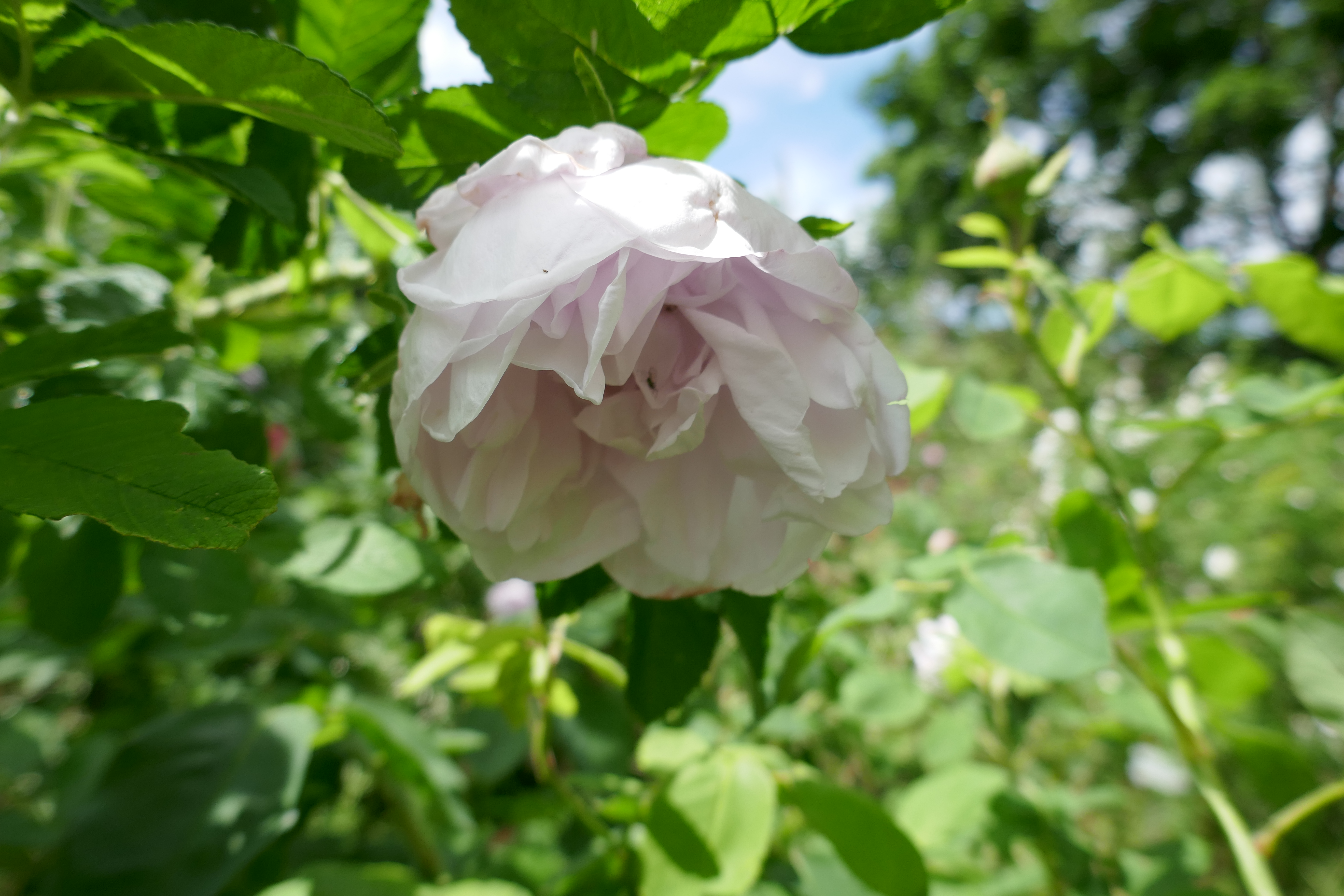
'Vierge de Cléry' (Baron-Veillard, 1888)

### Botanische tekeningen

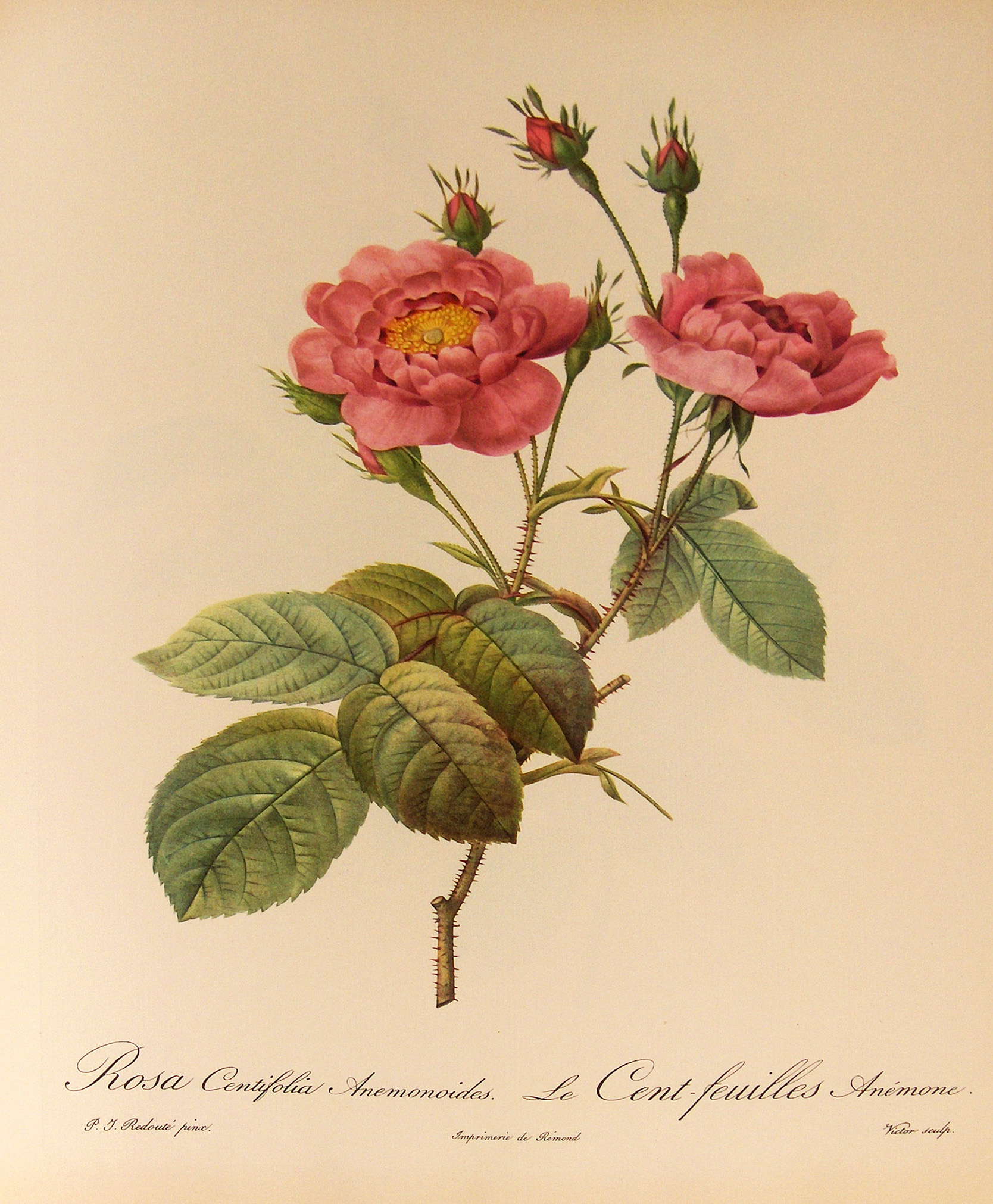
Rosa centifolia Anemonoides (Frankrijk, circa 1811)
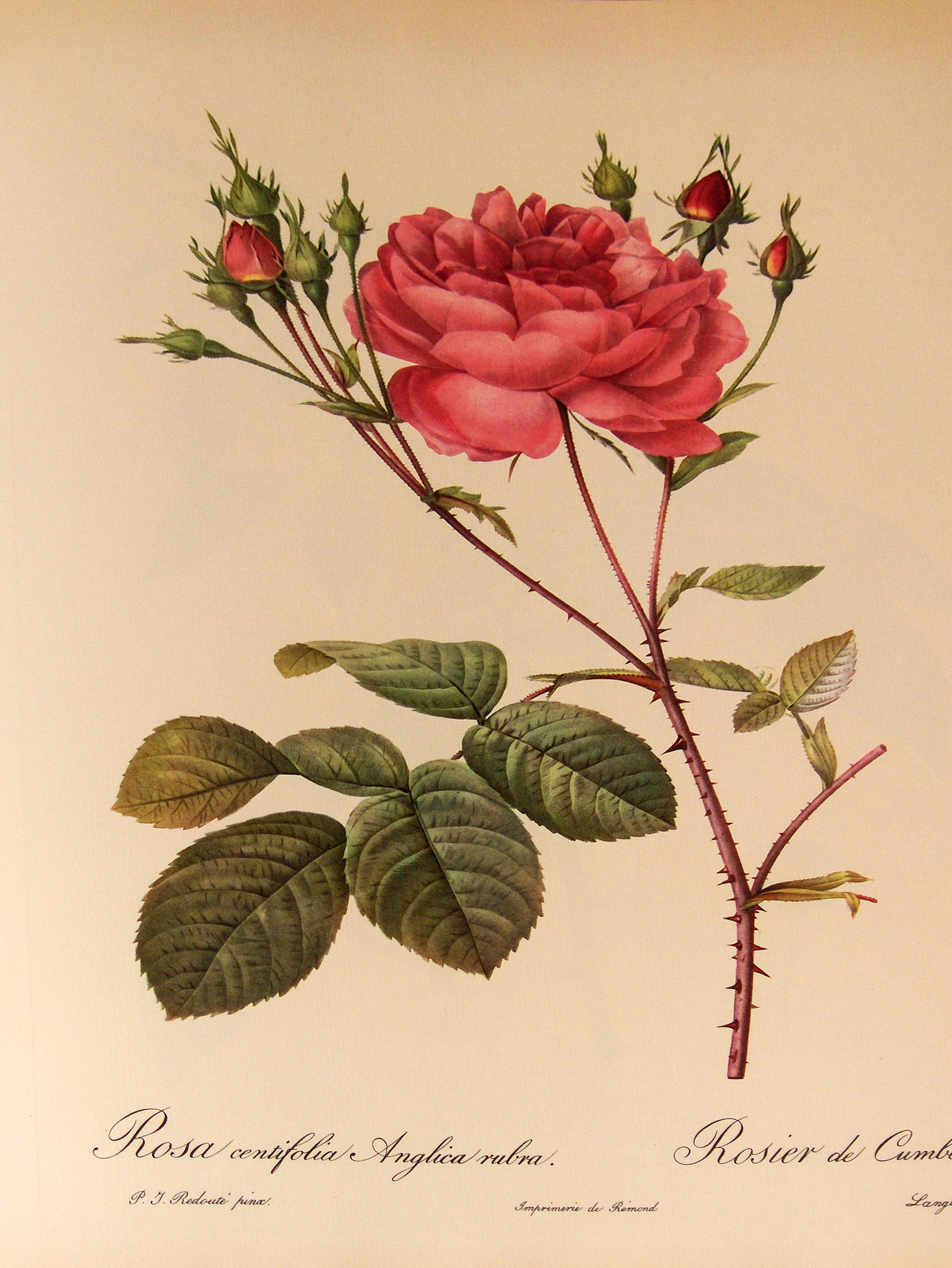
Rosa centifolia Anglica rubra (Verenigd Koninkrijk, voor 1779)
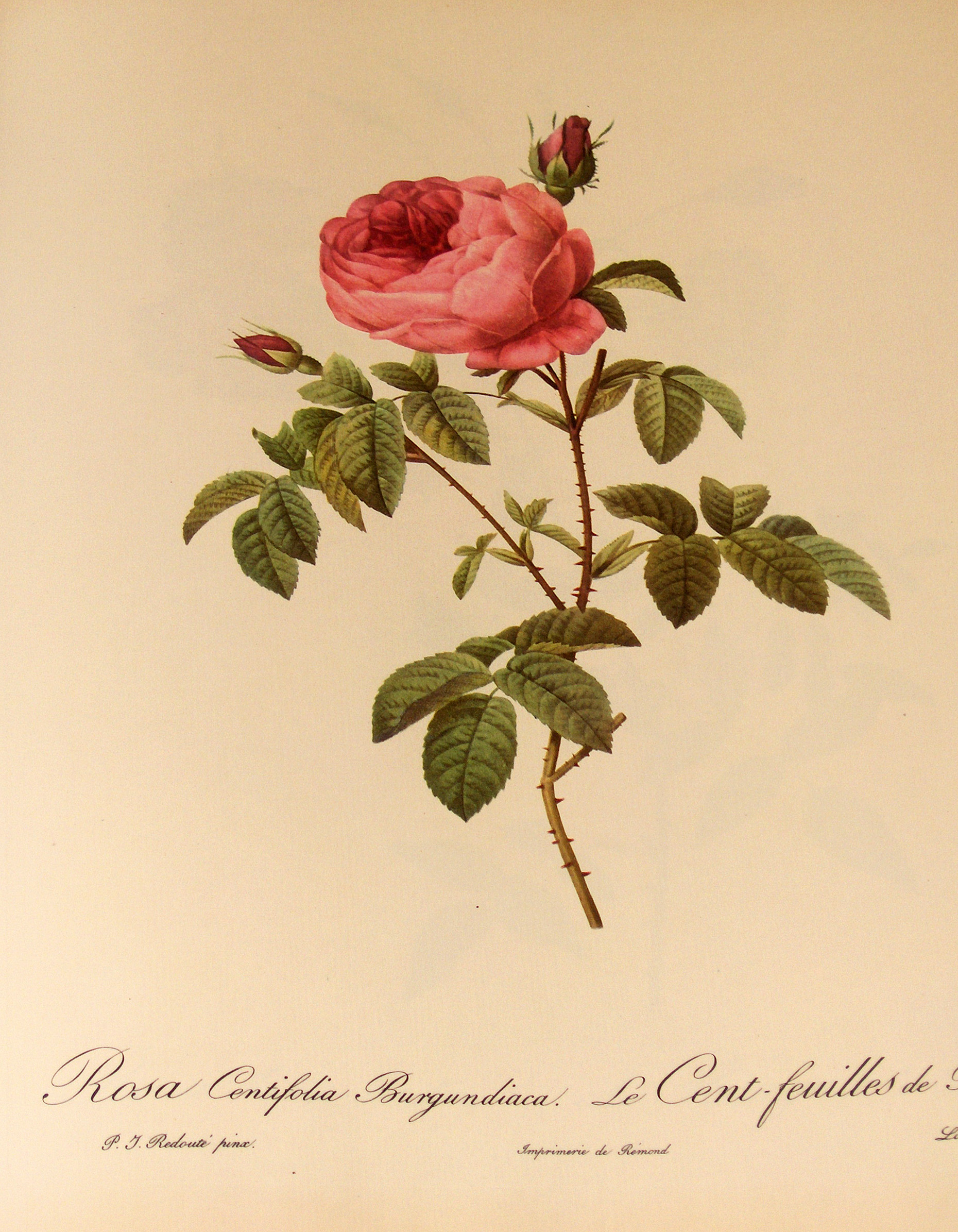
Rosa centifolia Burgundiaca (Frankrijk, voor 1590)
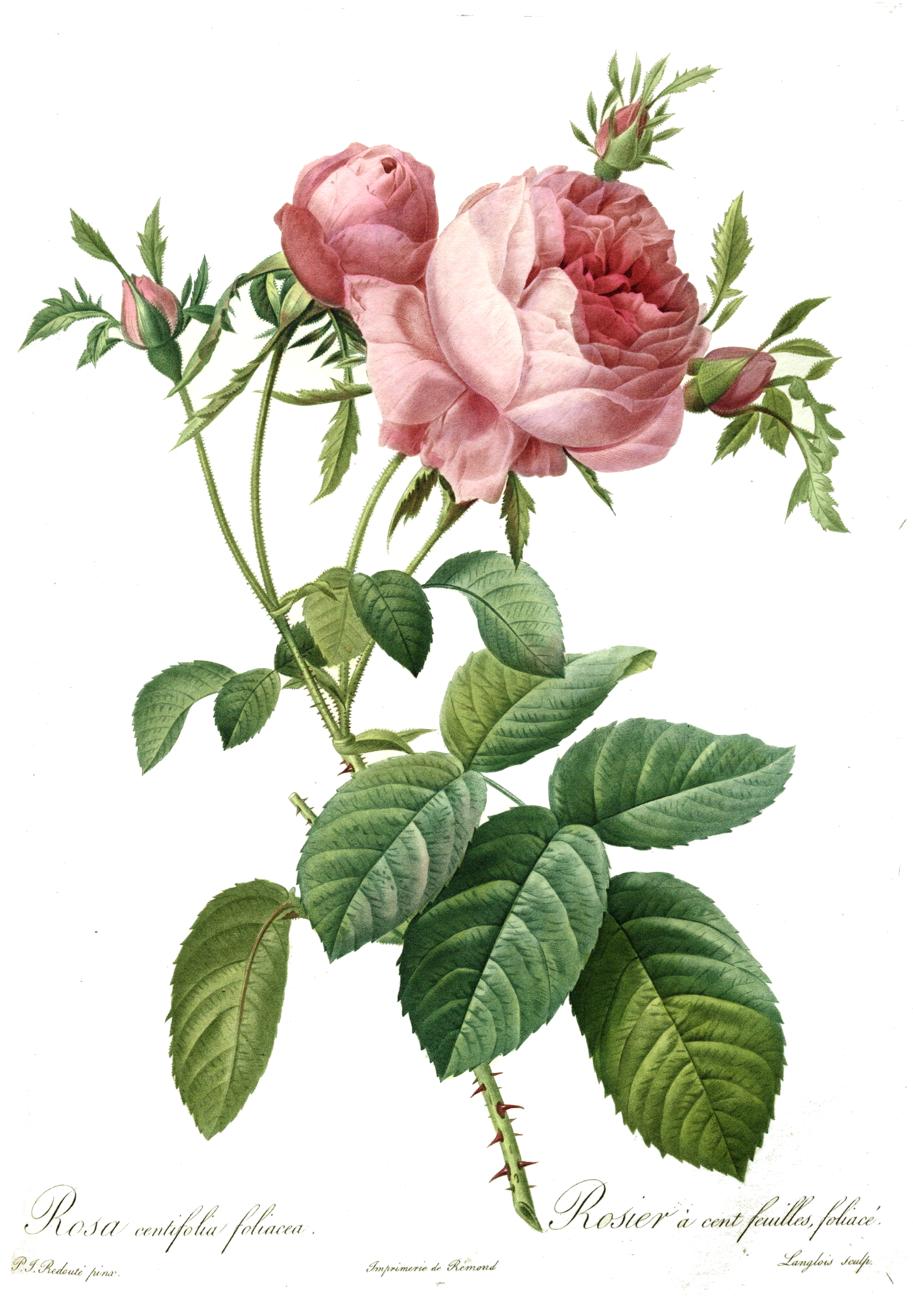
Rosa centifolia foliacea (Holland, voor 1810)
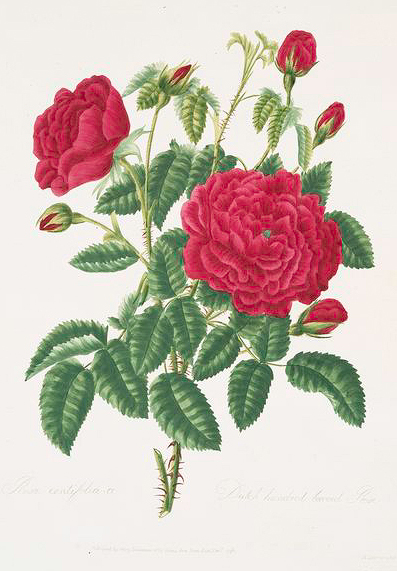
'Gros Choux d'Hollande' (Holland, voor 1589)

### Bloemenstillevens met centifoliarozen

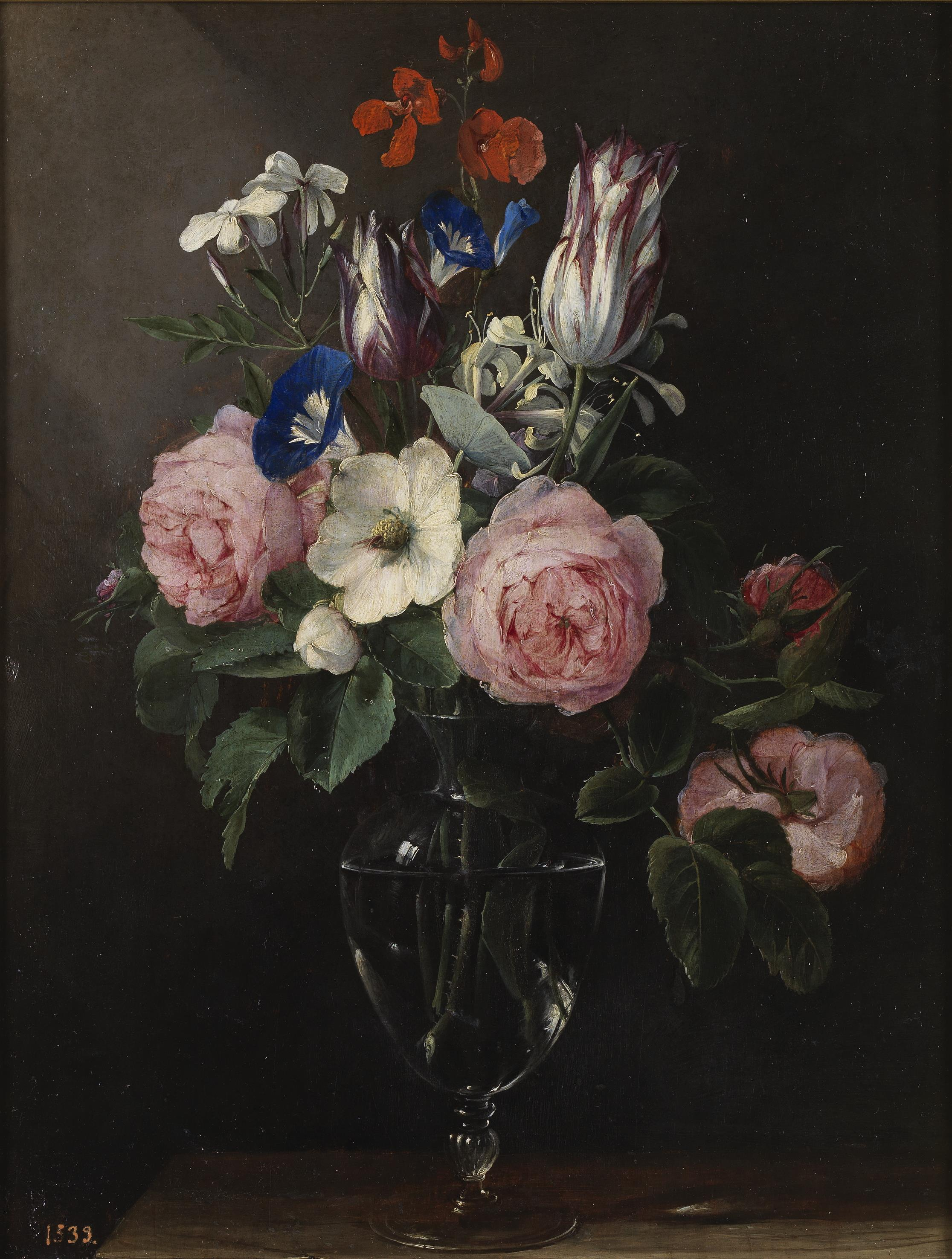
Jan Brueghel de Oude, tussen 1600 en 1625
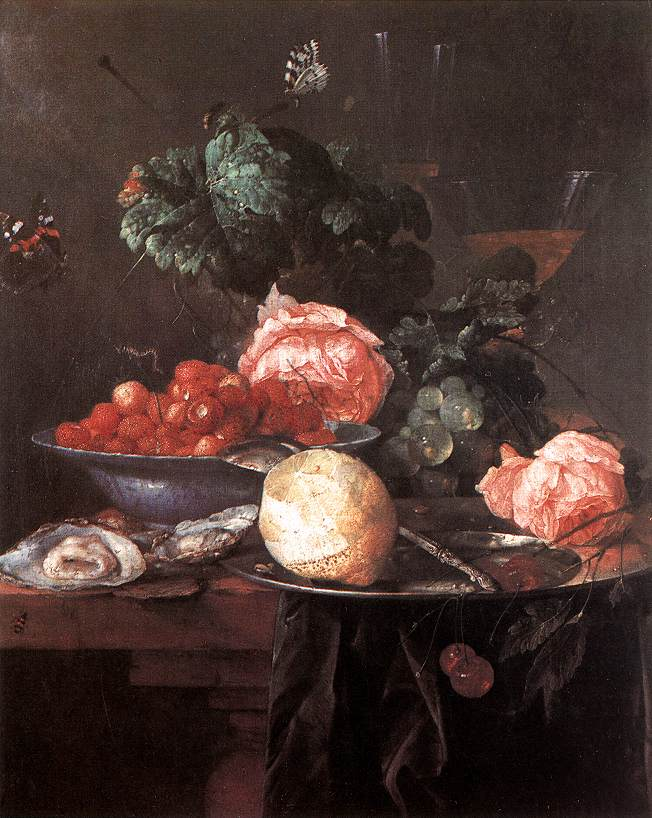
Jan Davidsz. de Heem, 1652
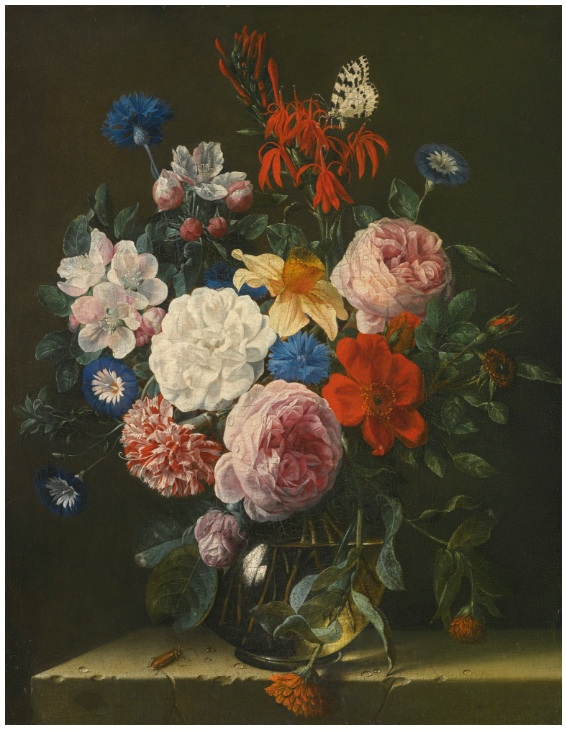
Nicolaes van Veerendael, tussen 1660 en 1691
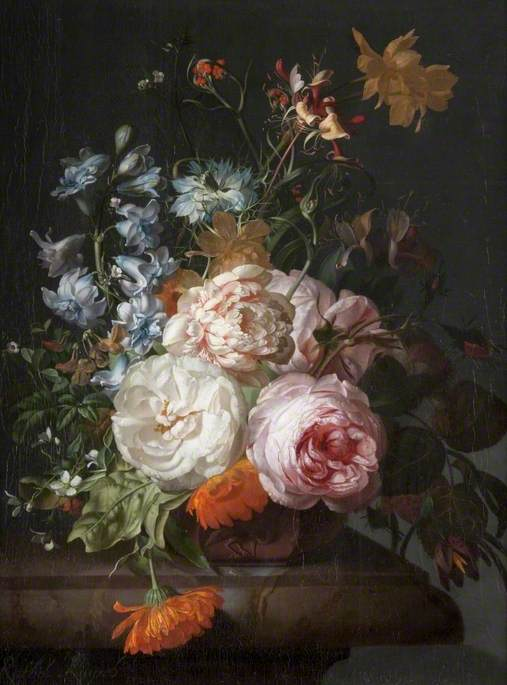
Rachel Ruysch, 1723
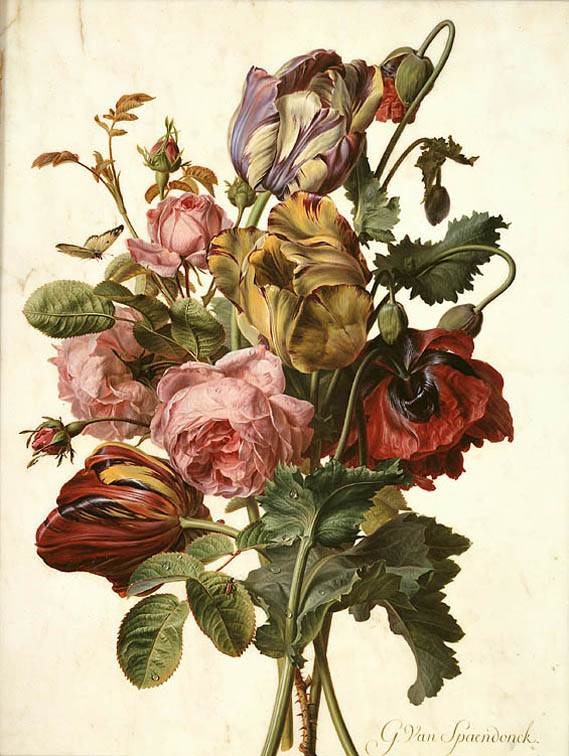
Gerard van Spaendonck, omstreeks 1800